# Llista d'asteroides (432001-433000)
Llista d'asteroides del 432.001 al 433.000, amb data de descoberta i descobridor. És un fragment de la llista d'asteroides completa. Als asteroides se'ls dona un número quan es confirma la seva òrbita, per tant apareixen llistats aproximadament segons la data de descobriment.

## 432001– 432100
| Nom    | Designació provisional | Data de descobriment   | Lloc de descobriment | Descobridor/s     |
| ------ | ---------------------- | ---------------------- | -------------------- | ----------------- |
| 432001 | 2008 UA323             | 31 d'octubre de 2008   | Mount Lemmon         | Mt. Lemmon Survey |
| 432002 | 2008 UE323             | 23 d'octubre de 2008   | Kitt Peak            | Spacewatch        |
| 432003 | 2008 UC326             | 31 d'octubre de 2008   | Mount Lemmon         | Mt. Lemmon Survey |
| 432004 | 2008 UO337             | 23 d'octubre de 2008   | Kitt Peak            | Spacewatch        |
| 432005 | 2008 UW341             | 27 d'octubre de 2008   | Mount Lemmon         | Mt. Lemmon Survey |
| 432006 | 2008 UV342             | 30 d'octubre de 2008   | Kitt Peak            | Spacewatch        |
| 432007 | 2008 UZ342             | 31 d'octubre de 2008   | Mount Lemmon         | Mt. Lemmon Survey |
| 432008 | 2008 UM348             | 24 d'octubre de 2008   | Kitt Peak            | Spacewatch        |
| 432009 | 2008 UR352             | 24 d'octubre de 2008   | Mount Lemmon         | Mt. Lemmon Survey |
| 432010 | 2008 UQ356             | 23 d'octubre de 2008   | Kitt Peak            | Spacewatch        |
| 432011 | 2008 UC357             | 24 d'octubre de 2008   | Catalina             | CSS               |
| 432012 | 2008 UY360             | 7 d'octubre de 2008    | Mount Lemmon         | Mt. Lemmon Survey |
| 432013 | 2008 UL366             | 20 d'octubre de 2008   | Kitt Peak            | Spacewatch        |
| 432014 | 2008 VE2               | 22 d'octubre de 2008   | Kitt Peak            | Spacewatch        |
| 432015 | 2008 VH5               | 1 de novembre de 2008  | Kitt Peak            | Spacewatch        |
| 432016 | 2008 VK7               | 6 de setembre de 2008  | Catalina             | CSS               |
| 432017 | 2008 VU9               | 2 de novembre de 2008  | Kitt Peak            | Spacewatch        |
| 432018 | 2008 VT18              | 1 de novembre de 2008  | Kitt Peak            | Spacewatch        |
| 432019 | 2008 VN33              | 2 de novembre de 2008  | Mount Lemmon         | Mt. Lemmon Survey |
| 432020 | 2008 VH34              | 2 de novembre de 2008  | Mount Lemmon         | Mt. Lemmon Survey |
| 432021 | 2008 VT48              | 26 d'octubre de 2008   | Kitt Peak            | Spacewatch        |
| 432022 | 2008 VV49              | 4 de novembre de 2008  | Kitt Peak            | Spacewatch        |
| 432023 | 2008 VB52              | 29 de setembre de 2008 | Kitt Peak            | Spacewatch        |
| 432024 | 2008 VU72              | 1 de novembre de 2008  | Mount Lemmon         | Mt. Lemmon Survey |
| 432025 | 2008 WA5               | 17 de novembre de 2008 | Kitt Peak            | Spacewatch        |
| 432026 | 2008 WE21              | 23 d'octubre de 2008   | Mount Lemmon         | Mt. Lemmon Survey |
| 432027 | 2008 WB35              | 21 d'octubre de 2008   | Kitt Peak            | Spacewatch        |
| 432028 | 2008 WY37              | 17 de novembre de 2008 | Kitt Peak            | Spacewatch        |
| 432029 | 2008 WC41              | 17 de novembre de 2008 | Kitt Peak            | Spacewatch        |
| 432030 | 2008 WJ41              | 24 d'octubre de 2008   | Kitt Peak            | Spacewatch        |
| 432031 | 2008 WJ42              | 28 de setembre de 2008 | Mount Lemmon         | Mt. Lemmon Survey |
| 432032 | 2008 WS46              | 17 de novembre de 2008 | Kitt Peak            | Spacewatch        |
| 432033 | 2008 WW48              | 18 de novembre de 2008 | Catalina             | CSS               |
| 432034 | 2008 WN59              | 24 de setembre de 2008 | Kitt Peak            | Spacewatch        |
| 432035 | 2008 WX59              | 18 de novembre de 2008 | Socorro              | LINEAR            |
| 432036 | 2008 WR61              | 29 d'octubre de 2008   | Kitt Peak            | Spacewatch        |
| 432037 | 2008 WS63              | 29 de setembre de 2008 | Socorro              | LINEAR            |
| 432038 | 2008 WK71              | 19 de novembre de 2008 | Kitt Peak            | Spacewatch        |
| 432039 | 2008 WN74              | 20 de novembre de 2008 | Kitt Peak            | Spacewatch        |
| 432040 | 2008 WW84              | 20 de novembre de 2008 | Kitt Peak            | Spacewatch        |
| 432041 | 2008 WE99              | 24 de novembre de 2008 | Kitt Peak            | Spacewatch        |
| 432042 | 2008 WD103             | 27 de novembre de 2008 | La Sagra             | OAM               |
| 432043 | 2008 WS113             | 30 de novembre de 2008 | Kitt Peak            | Spacewatch        |
| 432044 | 2008 WT114             | 30 de novembre de 2008 | Kitt Peak            | Spacewatch        |
| 432045 | 2008 WY115             | 30 de novembre de 2008 | Kitt Peak            | Spacewatch        |
| 432046 | 2008 WZ119             | 30 de novembre de 2008 | Mount Lemmon         | Mt. Lemmon Survey |
| 432047 | 2008 WY138             | 24 de novembre de 2008 | Socorro              | LINEAR            |
| 432048 | 2008 XN21              | 23 de novembre de 2008 | Kitt Peak            | Spacewatch        |
| 432049 | 2008 XS36              | 19 de novembre de 2008 | Kitt Peak            | Spacewatch        |
| 432050 | 2008 XA37              | 2 de desembre de 2008  | Kitt Peak            | Spacewatch        |
| 432051 | 2008 XG49              | 7 de desembre de 2008  | Mount Lemmon         | Mt. Lemmon Survey |
| 432052 | 2008 XF50              | 3 de desembre de 2008  | Mount Lemmon         | Mt. Lemmon Survey |
| 432053 | 2008 YY                | 22 de novembre de 2008 | Mount Lemmon         | Mt. Lemmon Survey |
| 432054 | 2008 YL17              | 21 de desembre de 2008 | Mount Lemmon         | Mt. Lemmon Survey |
| 432055 | 2008 YU17              | 21 de desembre de 2008 | Mount Lemmon         | Mt. Lemmon Survey |
| 432056 | 2008 YM21              | 21 de desembre de 2008 | Mount Lemmon         | Mt. Lemmon Survey |
| 432057 | 2008 YQ21              | 21 de desembre de 2008 | Mount Lemmon         | Mt. Lemmon Survey |
| 432058 | 2008 YT22              | 21 de desembre de 2008 | Mount Lemmon         | Mt. Lemmon Survey |
| 432059 | 2008 YA23              | 21 de desembre de 2008 | Kitt Peak            | Spacewatch        |
| 432060 | 2008 YE32              | 31 de desembre de 2008 | Calvin-Rehoboth      | Molnar, L. A.     |
| 432061 | 2008 YP43              | 18 de novembre de 2008 | Kitt Peak            | Spacewatch        |
| 432062 | 2008 YA52              | 29 de desembre de 2008 | Mount Lemmon         | Mt. Lemmon Survey |
| 432063 | 2008 YA68              | 30 de desembre de 2008 | Mount Lemmon         | Mt. Lemmon Survey |
| 432064 | 2008 YK70              | 29 de desembre de 2008 | Mount Lemmon         | Mt. Lemmon Survey |
| 432065 | 2008 YB71              | 29 de desembre de 2008 | Mount Lemmon         | Mt. Lemmon Survey |
| 432066 | 2008 YB88              | 30 de novembre de 2008 | Mount Lemmon         | Mt. Lemmon Survey |
| 432067 | 2008 YU94              | 29 de desembre de 2008 | Kitt Peak            | Spacewatch        |
| 432068 | 2008 YP95              | 29 de desembre de 2008 | Kitt Peak            | Spacewatch        |
| 432069 | 2008 YU96              | 29 de desembre de 2008 | Mount Lemmon         | Mt. Lemmon Survey |
| 432070 | 2008 YA100             | 21 de desembre de 2008 | Mount Lemmon         | Mt. Lemmon Survey |
| 432071 | 2008 YG103             | 29 de desembre de 2008 | Kitt Peak            | Spacewatch        |
| 432072 | 2008 YJ105             | 29 de desembre de 2008 | Kitt Peak            | Spacewatch        |
| 432073 | 2008 YS108             | 23 de novembre de 2008 | Mount Lemmon         | Mt. Lemmon Survey |
| 432074 | 2008 YP112             | 31 de desembre de 2008 | Kitt Peak            | Spacewatch        |
| 432075 | 2008 YP122             | 30 de desembre de 2008 | Kitt Peak            | Spacewatch        |
| 432076 | 2008 YF123             | 4 de desembre de 2008  | Mount Lemmon         | Mt. Lemmon Survey |
| 432077 | 2008 YV126             | 30 de desembre de 2008 | Kitt Peak            | Spacewatch        |
| 432078 | 2008 YR127             | 30 de desembre de 2008 | Kitt Peak            | Spacewatch        |
| 432079 | 2008 YS127             | 30 de desembre de 2008 | Kitt Peak            | Spacewatch        |
| 432080 | 2008 YD138             | 7 de desembre de 2008  | Mount Lemmon         | Mt. Lemmon Survey |
| 432081 | 2008 YD141             | 30 de desembre de 2008 | Mount Lemmon         | Mt. Lemmon Survey |
| 432082 | 2008 YW141             | 22 de desembre de 2008 | Kitt Peak            | Spacewatch        |
| 432083 | 2008 YL142             | 30 de desembre de 2008 | Kitt Peak            | Spacewatch        |
| 432084 | 2008 YU142             | 21 de novembre de 2008 | Mount Lemmon         | Mt. Lemmon Survey |
| 432085 | 2008 YK144             | 12 de setembre de 2007 | Mount Lemmon         | Mt. Lemmon Survey |
| 432086 | 2008 YP151             | 22 de desembre de 2008 | Mount Lemmon         | Mt. Lemmon Survey |
| 432087 | 2008 YV151             | 22 de desembre de 2008 | Mount Lemmon         | Mt. Lemmon Survey |
| 432088 | 2008 YU152             | 30 de desembre de 2008 | Kitt Peak            | Spacewatch        |
| 432089 | 2008 YK154             | 22 de desembre de 2008 | Mount Lemmon         | Mt. Lemmon Survey |
| 432090 | 2008 YN154             | 22 de desembre de 2008 | Kitt Peak            | Spacewatch        |
| 432091 | 2008 YV155             | 22 de desembre de 2008 | Kitt Peak            | Spacewatch        |
| 432092 | 2008 YY157             | 30 de desembre de 2008 | Catalina             | CSS               |
| 432093 | 2008 YP158             | 30 de desembre de 2008 | Mount Lemmon         | Mt. Lemmon Survey |
| 432094 | 2008 YV165             | 31 de desembre de 2008 | Mount Lemmon         | Mt. Lemmon Survey |
| 432095 | 2008 YU167             | 22 de desembre de 2008 | Kitt Peak            | Spacewatch        |
| 432096 | 2008 YL168             | 31 de desembre de 2008 | Catalina             | CSS               |
| 432097 | 2008 YA170             | 22 de desembre de 2008 | Kitt Peak            | Spacewatch        |
| 432098 | 2009 AM11              | 22 de desembre de 2008 | Kitt Peak            | Spacewatch        |
| 432099 | 2009 AT20              | 2 de gener de 2009     | Mount Lemmon         | Mt. Lemmon Survey |
| 432100 | 2009 AM22              | 3 de gener de 2009     | Kitt Peak            | Spacewatch        |

## 432101– 432200
| Nom    | Designació provisional | Data de descobriment   | Lloc de descobriment | Descobridor/s     |
| ------ | ---------------------- | ---------------------- | -------------------- | ----------------- |
| 432101 | 2009 AZ28              | 14 de gener de 2009    | Lulin                | LUSS              |
| 432102 | 2009 AN32              | 15 de gener de 2009    | Kitt Peak            | Spacewatch        |
| 432103 | 2009 AB34              | 15 de gener de 2009    | Kitt Peak            | Spacewatch        |
| 432104 | 2009 AL36              | 15 de gener de 2009    | Kitt Peak            | Spacewatch        |
| 432105 | 2009 AG40              | 15 de gener de 2009    | Kitt Peak            | Spacewatch        |
| 432106 | 2009 AP40              | 24 de novembre de 2008 | Mount Lemmon         | Mt. Lemmon Survey |
| 432107 | 2009 AY40              | 15 de gener de 2009    | Kitt Peak            | Spacewatch        |
| 432108 | 2009 AS47              | 8 de gener de 2009     | Kitt Peak            | Spacewatch        |
| 432109 | 2009 AJ48              | 2 de gener de 2009     | Catalina             | CSS               |
| 432110 | 2009 BL3               | 18 de gener de 2009    | Socorro              | LINEAR            |
| 432111 | 2009 BL4               | 18 de gener de 2009    | Catalina             | CSS               |
| 432112 | 2009 BH5               | 17 de gener de 2009    | Dauban               | Kugel, F.         |
| 432113 | 2009 BY10              | 25 de gener de 2009    | Mayhill              | Lowe, A.          |
| 432114 | 2009 BT11              | 20 de gener de 2009    | Socorro              | LINEAR            |
| 432115 | 2009 BO15              | 21 de desembre de 2008 | Kitt Peak            | Spacewatch        |
| 432116 | 2009 BG18              | 16 de gener de 2009    | Mount Lemmon         | Mt. Lemmon Survey |
| 432117 | 2009 BZ19              | 16 de gener de 2009    | Mount Lemmon         | Mt. Lemmon Survey |
| 432118 | 2009 BF23              | 17 de gener de 2009    | Kitt Peak            | Spacewatch        |
| 432119 | 2009 BC24              | 17 de gener de 2009    | Kitt Peak            | Spacewatch        |
| 432120 | 2009 BS29              | 16 de gener de 2009    | Kitt Peak            | Spacewatch        |
| 432121 | 2009 BX30              | 2 de gener de 2009     | Mount Lemmon         | Mt. Lemmon Survey |
| 432122 | 2009 BF32              | 2 de gener de 2009     | Kitt Peak            | Spacewatch        |
| 432123 | 2009 BV34              | 16 de gener de 2009    | Kitt Peak            | Spacewatch        |
| 432124 | 2009 BX34              | 16 de gener de 2009    | Kitt Peak            | Spacewatch        |
| 432125 | 2009 BG37              | 16 de gener de 2009    | Kitt Peak            | Spacewatch        |
| 432126 | 2009 BY42              | 16 de gener de 2009    | Kitt Peak            | Spacewatch        |
| 432127 | 2009 BY45              | 23 de novembre de 2008 | Mount Lemmon         | Mt. Lemmon Survey |
| 432128 | 2009 BZ46              | 16 de gener de 2009    | Kitt Peak            | Spacewatch        |
| 432129 | 2009 BS47              | 16 de gener de 2009    | Mount Lemmon         | Mt. Lemmon Survey |
| 432130 | 2009 BZ48              | 16 de gener de 2009    | Mount Lemmon         | Mt. Lemmon Survey |
| 432131 | 2009 BX52              | 16 de gener de 2009    | Mount Lemmon         | Mt. Lemmon Survey |
| 432132 | 2009 BQ53              | 16 de gener de 2009    | Mount Lemmon         | Mt. Lemmon Survey |
| 432133 | 2009 BX55              | 17 de gener de 2009    | Mount Lemmon         | Mt. Lemmon Survey |
| 432134 | 2009 BH61              | 18 de gener de 2009    | Mount Lemmon         | Mt. Lemmon Survey |
| 432135 | 2009 BZ63              | 20 de gener de 2009    | Catalina             | CSS               |
| 432136 | 2009 BH69              | 25 de gener de 2009    | Catalina             | CSS               |
| 432137 | 2009 BY77              | 25 de gener de 2009    | Socorro              | LINEAR            |
| 432138 | 2009 BT82              | 20 de gener de 2009    | Catalina             | CSS               |
| 432139 | 2009 BL84              | 24 d'octubre de 2008   | Mount Lemmon         | Mt. Lemmon Survey |
| 432140 | 2009 BP84              | 25 de gener de 2009    | Kitt Peak            | Spacewatch        |
| 432141 | 2009 BF85              | 30 de desembre de 2008 | Mount Lemmon         | Mt. Lemmon Survey |
| 432142 | 2009 BW87              | 25 de gener de 2009    | Kitt Peak            | Spacewatch        |
| 432143 | 2009 BP90              | 15 de gener de 2009    | Kitt Peak            | Spacewatch        |
| 432144 | 2009 BJ94              | 25 de gener de 2009    | Kitt Peak            | Spacewatch        |
| 432145 | 2009 BX97              | 26 de gener de 2009    | Mount Lemmon         | Mt. Lemmon Survey |
| 432146 | 2009 BY100             | 22 de desembre de 2008 | Kitt Peak            | Spacewatch        |
| 432147 | 2009 BF104             | 17 de gener de 2009    | Kitt Peak            | Spacewatch        |
| 432148 | 2009 BG104             | 16 de gener de 2009    | Kitt Peak            | Spacewatch        |
| 432149 | 2009 BJ106             | 25 de gener de 2009    | Kitt Peak            | Spacewatch        |
| 432150 | 2009 BE132             | 30 de gener de 2009    | Mount Lemmon         | Mt. Lemmon Survey |
| 432151 | 2009 BN133             | 29 de gener de 2009    | Kitt Peak            | Spacewatch        |
| 432152 | 2009 BV136             | 16 de gener de 2009    | Kitt Peak            | Spacewatch        |
| 432153 | 2009 BS139             | 29 de gener de 2009    | Kitt Peak            | Spacewatch        |
| 432154 | 2009 BO143             | 30 de gener de 2009    | Kitt Peak            | Spacewatch        |
| 432155 | 2009 BV143             | 30 de gener de 2009    | Kitt Peak            | Spacewatch        |
| 432156 | 2009 BO144             | 30 de gener de 2009    | Kitt Peak            | Spacewatch        |
| 432157 | 2009 BT144             | 16 de gener de 2009    | Kitt Peak            | Spacewatch        |
| 432158 | 2009 BO147             | 23 de novembre de 2008 | Mount Lemmon         | Mt. Lemmon Survey |
| 432159 | 2009 BB148             | 30 de gener de 2009    | Mount Lemmon         | Mt. Lemmon Survey |
| 432160 | 2009 BS153             | 31 de gener de 2009    | Kitt Peak            | Spacewatch        |
| 432161 | 2009 BQ156             | 31 de gener de 2009    | Kitt Peak            | Spacewatch        |
| 432162 | 2009 BM159             | 31 de gener de 2009    | Kitt Peak            | Spacewatch        |
| 432163 | 2009 BQ162             | 22 de desembre de 2008 | Kitt Peak            | Spacewatch        |
| 432164 | 2009 BM170             | 16 de gener de 2009    | Kitt Peak            | Spacewatch        |
| 432165 | 2009 BK171             | 17 de gener de 2009    | Kitt Peak            | Spacewatch        |
| 432166 | 2009 BA172             | 18 de gener de 2009    | Kitt Peak            | Spacewatch        |
| 432167 | 2009 BS174             | 25 de gener de 2009    | Kitt Peak            | Spacewatch        |
| 432168 | 2009 BT179             | 18 de gener de 2009    | Mount Lemmon         | Mt. Lemmon Survey |
| 432169 | 2009 BV180             | 29 de gener de 2009    | Kitt Peak            | Spacewatch        |
| 432170 | 2009 BJ185             | 17 de gener de 2009    | Mount Lemmon         | Mt. Lemmon Survey |
| 432171 | 2009 BG189             | 16 de gener de 2009    | Kitt Peak            | Spacewatch        |
| 432172 | 2009 CF9               | 22 de desembre de 2008 | Kitt Peak            | Spacewatch        |
| 432173 | 2009 CO14              | 1 de febrer de 2009    | Kitt Peak            | Spacewatch        |
| 432174 | 2009 CS15              | 20 de gener de 2009    | Mount Lemmon         | Mt. Lemmon Survey |
| 432175 | 2009 CF21              | 1 de febrer de 2009    | Kitt Peak            | Spacewatch        |
| 432176 | 2009 CJ34              | 2 de febrer de 2009    | Mount Lemmon         | Mt. Lemmon Survey |
| 432177 | 2009 CU35              | 2 de febrer de 2009    | Mount Lemmon         | Mt. Lemmon Survey |
| 432178 | 2009 CC36              | 2 de febrer de 2009    | Mount Lemmon         | Mt. Lemmon Survey |
| 432179 | 2009 CO38              | 15 de gener de 2009    | Kitt Peak            | Spacewatch        |
| 432180 | 2009 CV44              | 31 de desembre de 2008 | Mount Lemmon         | Mt. Lemmon Survey |
| 432181 | 2009 CY52              | 14 de febrer de 2009   | Mount Lemmon         | Mt. Lemmon Survey |
| 432182 | 2009 CZ53              | 16 de gener de 2009    | Kitt Peak            | Spacewatch        |
| 432183 | 2009 CR57              | 2 de febrer de 2009    | Kitt Peak            | Spacewatch        |
| 432184 | 2009 DR                | 31 de gener de 2009    | Mount Lemmon         | Mt. Lemmon Survey |
| 432185 | 2009 DT                | 18 de febrer de 2009   | Mayhill              | Lowe, A.          |
| 432186 | 2009 DH4               | 20 de febrer de 2009   | Pla D'Arguines       | Ferrando, R.      |
| 432187 | 2009 DH6               | 17 de febrer de 2009   | Kitt Peak            | Spacewatch        |
| 432188 | 2009 DJ6               | 17 de febrer de 2009   | Kitt Peak            | Spacewatch        |
| 432189 | 2009 DB7               | 19 de febrer de 2009   | Mount Lemmon         | Mt. Lemmon Survey |
| 432190 | 2009 DA21              | 19 de febrer de 2009   | Kitt Peak            | Spacewatch        |
| 432191 | 2009 DL35              | 20 de febrer de 2009   | Kitt Peak            | Spacewatch        |
| 432192 | 2009 DW44              | 30 de desembre de 2008 | Mount Lemmon         | Mt. Lemmon Survey |
| 432193 | 2009 DN65              | 22 de febrer de 2009   | Catalina             | CSS               |
| 432194 | 2009 DX67              | 21 de febrer de 2009   | Mount Lemmon         | Mt. Lemmon Survey |
| 432195 | 2009 DF68              | 22 de desembre de 2008 | Kitt Peak            | Spacewatch        |
| 432196 | 2009 DO68              | 21 de febrer de 2009   | Mount Lemmon         | Mt. Lemmon Survey |
| 432197 | 2009 DL70              | 25 de gener de 2009    | Kitt Peak            | Spacewatch        |
| 432198 | 2009 DS75              | 30 de gener de 2009    | Kitt Peak            | Spacewatch        |
| 432199 | 2009 DF76              | 30 de desembre de 2008 | Mount Lemmon         | Mt. Lemmon Survey |
| 432200 | 2009 DQ78              | 21 de febrer de 2009   | Kitt Peak            | Spacewatch        |

## 432201– 432300
| Nom    | Designació provisional | Data de descobriment   | Lloc de descobriment | Descobridor/s        |
| ------ | ---------------------- | ---------------------- | -------------------- | -------------------- |
| 432201 | 2009 DE85              | 27 de febrer de 2009   | Kitt Peak            | Spacewatch           |
| 432202 | 2009 DX88              | 3 de febrer de 2009    | Mount Lemmon         | Mt. Lemmon Survey    |
| 432203 | 2009 DT94              | 28 de febrer de 2009   | Mount Lemmon         | Mt. Lemmon Survey    |
| 432204 | 2009 DB96              | 25 de febrer de 2009   | Catalina             | CSS                  |
| 432205 | 2009 DQ104             | 26 de febrer de 2009   | Kitt Peak            | Spacewatch           |
| 432206 | 2009 DR107             | 23 de febrer de 2009   | La Sagra             | OAM                  |
| 432207 | 2009 DX129             | 27 de febrer de 2009   | Kitt Peak            | Spacewatch           |
| 432208 | 2009 DS135             | 26 de febrer de 2009   | Cerro Burek          | Cerro Burek          |
| 432209 | 2009 EW9               | 3 de febrer de 2009    | Kitt Peak            | Spacewatch           |
| 432210 | 2009 EK12              | 1 de març de 2009      | Kitt Peak            | Spacewatch           |
| 432211 | 2009 EF15              | 5 de febrer de 2009    | Kitt Peak            | Spacewatch           |
| 432212 | 2009 FD7               | 19 de febrer de 2009   | Kitt Peak            | Spacewatch           |
| 432213 | 2009 FR8               | 1 de març de 2009      | Kitt Peak            | Spacewatch           |
| 432214 | 2009 FR15              | 19 de febrer de 2009   | Mount Lemmon         | Mt. Lemmon Survey    |
| 432215 | 2009 FE28              | 22 de març de 2009     | Catalina             | CSS                  |
| 432216 | 2009 FF38              | 5 de febrer de 2009    | Kitt Peak            | Spacewatch           |
| 432217 | 2009 FJ40              | 18 de març de 2009     | Catalina             | CSS                  |
| 432218 | 2009 FN41              | 22 de març de 2009     | La Sagra             | OAM                  |
| 432219 | 2009 FV45              | 24 de febrer de 2009   | Kitt Peak            | Spacewatch           |
| 432220 | 2009 FS53              | 20 de febrer de 2009   | Kitt Peak            | Spacewatch           |
| 432221 | 2009 FB54              | 21 de març de 2009     | Kitt Peak            | Spacewatch           |
| 432222 | 2009 FW76              | 16 de març de 2009     | Kitt Peak            | Spacewatch           |
| 432223 | 2009 FG78              | 16 d'abril de 2004     | Socorro              | LINEAR               |
| 432224 | 2009 FJ78              | 25 de setembre de 1995 | Kitt Peak            | Spacewatch           |
| 432225 | 2009 FQ78              | 26 de febrer de 2009   | Catalina             | CSS                  |
| 432226 | 2009 HU2               | 19 d'abril de 2009     | Kitt Peak            | Spacewatch           |
| 432227 | 2009 HT16              | 20 de febrer de 2009   | Kitt Peak            | Spacewatch           |
| 432228 | 2009 HQ20              | 18 d'abril de 2009     | Mount Lemmon         | Mt. Lemmon Survey    |
| 432229 | 2009 HL36              | 19 d'abril de 2009     | Piszkéstető          | Sárneczky, K.        |
| 432230 | 2009 HD52              | 17 d'abril de 2009     | Catalina             | CSS                  |
| 432231 | 2009 HV57              | 18 d'abril de 2009     | Mount Lemmon         | Mt. Lemmon Survey    |
| 432232 | 2009 HQ58              | 25 d'abril de 2009     | Andrushivka          | Andrushivka          |
| 432233 | 2009 HZ89              | 17 d'abril de 2009     | Catalina             | CSS                  |
| 432234 | 2009 KZ6               | 29 d'abril de 2009     | Kitt Peak            | Spacewatch           |
| 432235 | 2009 KF26              | 18 de maig de 2009     | Mount Lemmon         | Mt. Lemmon Survey    |
| 432236 | 2009 NO1               | 15 de juliol de 2009   | La Sagra             | OAM                  |
| 432237 | 2009 OG22              | 31 de juliol de 2009   | Siding Spring        | Siding Spring Survey |
| 432238 | 2009 OC23              | 27 de juliol de 2009   | Catalina             | CSS                  |
| 432239 | 2009 PX                | 24 de juny de 2009     | Mount Lemmon         | Mt. Lemmon Survey    |
| 432240 | 2009 PD6               | 19 de juny de 2009     | Kitt Peak            | Spacewatch           |
| 432241 | 2009 PH8               | 15 d'agost de 2009     | Catalina             | CSS                  |
| 432242 | 2009 PJ20              | 15 d'agost de 2009     | Kitt Peak            | Spacewatch           |
| 432243 | 2009 QT5               | 16 d'agost de 2009     | Kitt Peak            | Spacewatch           |
| 432244 | 2009 QK7               | 17 d'agost de 2009     | Catalina             | CSS                  |
| 432245 | 2009 QL39              | 20 d'agost de 2009     | Kitt Peak            | Spacewatch           |
| 432246 | 2009 QZ41              | 26 d'agost de 2009     | La Sagra             | OAM                  |
| 432247 | 2009 QY56              | 18 d'agost de 2009     | Kitt Peak            | Spacewatch           |
| 432248 | 2009 QC65              | 23 de novembre de 2006 | Kitt Peak            | Spacewatch           |
| 432249 | 2009 RK                | 9 de setembre de 2009  | La Sagra             | OAM                  |
| 432250 | 2009 RE10              | 12 de setembre de 2009 | Kitt Peak            | Spacewatch           |
| 432251 | 2009 RT10              | 12 de setembre de 2009 | Kitt Peak            | Spacewatch           |
| 432252 | 2009 RL20              | 14 de setembre de 2009 | Catalina             | CSS                  |
| 432253 | 2009 RF31              | 14 de setembre de 2009 | Kitt Peak            | Spacewatch           |
| 432254 | 2009 RO42              | 15 de setembre de 2009 | Kitt Peak            | Spacewatch           |
| 432255 | 2009 RJ47              | 15 de setembre de 2009 | Kitt Peak            | Spacewatch           |
| 432256 | 2009 RE48              | 14 de setembre de 2009 | Socorro              | LINEAR               |
| 432257 | 2009 RZ54              | 15 de setembre de 2009 | Kitt Peak            | Spacewatch           |
| 432258 | 2009 RM58              | 15 de setembre de 2009 | Kitt Peak            | Spacewatch           |
| 432259 | 2009 RS62              | 15 de setembre de 2009 | Kitt Peak            | Spacewatch           |
| 432260 | 2009 RD63              | 12 de setembre de 2009 | Kitt Peak            | Spacewatch           |
| 432261 | 2009 RL64              | 15 de setembre de 2009 | Kitt Peak            | Spacewatch           |
| 432262 | 2009 SL18              | 18 de setembre de 2009 | Nazaret              | Muler, G.            |
| 432263 | 2009 SX21              | 18 de setembre de 2009 | Kitt Peak            | Spacewatch           |
| 432264 | 2009 SZ27              | 16 de setembre de 2009 | Kitt Peak            | Spacewatch           |
| 432265 | 2009 SU30              | 16 de setembre de 2009 | Kitt Peak            | Spacewatch           |
| 432266 | 2009 SD37              | 16 de setembre de 2009 | Kitt Peak            | Spacewatch           |
| 432267 | 2009 SC38              | 16 de setembre de 2009 | Kitt Peak            | Spacewatch           |
| 432268 | 2009 SC46              | 16 de setembre de 2009 | Kitt Peak            | Spacewatch           |
| 432269 | 2009 SA47              | 16 de setembre de 2009 | Kitt Peak            | Spacewatch           |
| 432270 | 2009 SV53              | 17 de setembre de 2009 | Kitt Peak            | Spacewatch           |
| 432271 | 2009 SH76              | 17 de setembre de 2009 | Kitt Peak            | Spacewatch           |
| 432272 | 2009 SP77              | 17 de setembre de 2009 | Kitt Peak            | Spacewatch           |
| 432273 | 2009 SD89              | 18 de setembre de 2009 | Mount Lemmon         | Mt. Lemmon Survey    |
| 432274 | 2009 ST95              | 19 de setembre de 2009 | Kitt Peak            | Spacewatch           |
| 432275 | 2009 SV125             | 14 d'abril de 2008     | Mount Lemmon         | Mt. Lemmon Survey    |
| 432276 | 2009 SO132             | 18 de setembre de 2009 | Kitt Peak            | Spacewatch           |
| 432277 | 2009 SV132             | 18 de setembre de 2009 | Kitt Peak            | Spacewatch           |
| 432278 | 2009 SW145             | 19 de setembre de 2009 | Mount Lemmon         | Mt. Lemmon Survey    |
| 432279 | 2009 SS153             | 20 de setembre de 2009 | Kitt Peak            | Spacewatch           |
| 432280 | 2009 SG167             | 16 d'agost de 2009     | Kitt Peak            | Spacewatch           |
| 432281 | 2009 SD168             | 26 de setembre de 2009 | Calvin-Rehoboth      | Molnar, L. A.        |
| 432282 | 2009 SZ173             | 17 d'agost de 2009     | Kitt Peak            | Spacewatch           |
| 432283 | 2009 SL191             | 22 de setembre de 2009 | Kitt Peak            | Spacewatch           |
| 432284 | 2009 SW207             | 15 de setembre de 2009 | Kitt Peak            | Spacewatch           |
| 432285 | 2009 SM209             | 23 de setembre de 2009 | Kitt Peak            | Spacewatch           |
| 432286 | 2009 SV210             | 23 de setembre de 2009 | Kitt Peak            | Spacewatch           |
| 432287 | 2009 SF211             | 23 de setembre de 2009 | Kitt Peak            | Spacewatch           |
| 432288 | 2009 SS235             | 18 de setembre de 2009 | Kitt Peak            | Spacewatch           |
| 432289 | 2009 SP250             | 19 de setembre de 2009 | Kitt Peak            | Spacewatch           |
| 432290 | 2009 SN253             | 15 de setembre de 2009 | Kitt Peak            | Spacewatch           |
| 432291 | 2009 SJ263             | 29 d'agost de 2009     | Kitt Peak            | Spacewatch           |
| 432292 | 2009 SZ267             | 24 de setembre de 2009 | Kitt Peak            | Spacewatch           |
| 432293 | 2009 SQ268             | 16 de setembre de 2009 | Kitt Peak            | Spacewatch           |
| 432294 | 2009 SD272             | 20 de setembre de 2009 | Kitt Peak            | Spacewatch           |
| 432295 | 2009 SF273             | 25 de setembre de 2009 | Catalina             | CSS                  |
| 432296 | 2009 SW274             | 25 de setembre de 2009 | Kitt Peak            | Spacewatch           |
| 432297 | 2009 SO280             | 25 de setembre de 2009 | Kitt Peak            | Spacewatch           |
| 432298 | 2009 SJ294             | 27 de setembre de 2009 | Catalina             | CSS                  |
| 432299 | 2009 SK295             | 11 de març de 2007     | Kitt Peak            | Spacewatch           |
| 432300 | 2009 SN308             | 17 de setembre de 2009 | Kitt Peak            | Spacewatch           |

## 432301– 432400
| Nom    | Designació provisional | Data de descobriment   | Lloc de descobriment | Descobridor/s     |
| ------ | ---------------------- | ---------------------- | -------------------- | ----------------- |
| 432301 | 2009 SH321             | 17 de setembre de 2009 | Kitt Peak            | Spacewatch        |
| 432302 | 2009 SL343             | 17 de setembre de 2009 | Kitt Peak            | Spacewatch        |
| 432303 | 2009 SP345             | 19 de setembre de 2009 | Kitt Peak            | Spacewatch        |
| 432304 | 2009 SJ350             | 22 de setembre de 2009 | Kitt Peak            | Spacewatch        |
| 432305 | 2009 SY355             | 19 de setembre de 2009 | Kitt Peak            | Spacewatch        |
| 432306 | 2009 SQ357             | 25 de setembre de 2009 | Kitt Peak            | Spacewatch        |
| 432307 | 2009 TX                | 25 de setembre de 2009 | Catalina             | CSS               |
| 432308 | 2009 TQ3               | 11 d'octubre de 2009   | La Sagra             | OAM               |
| 432309 | 2009 TB11              | 23 de setembre de 2009 | Kitt Peak            | Spacewatch        |
| 432310 | 2009 TD12              | 1 d'octubre de 2009    | Mount Lemmon         | Mt. Lemmon Survey |
| 432311 | 2009 TC16              | 2 d'octubre de 2009    | Mount Lemmon         | Mt. Lemmon Survey |
| 432312 | 2009 TJ18              | 9 d'octubre de 2009    | Catalina             | CSS               |
| 432313 | 2009 TJ20              | 11 d'octubre de 2009   | La Sagra             | OAM               |
| 432314 | 2009 TL20              | 28 de setembre de 2009 | Mount Lemmon         | Mt. Lemmon Survey |
| 432315 | 2009 TP22              | 18 de setembre de 2009 | Catalina             | CSS               |
| 432316 | 2009 TK29              | 25 de setembre de 2009 | Kitt Peak            | Spacewatch        |
| 432317 | 2009 TG43              | 2 d'octubre de 2009    | Mount Lemmon         | Mt. Lemmon Survey |
| 432318 | 2009 UN25              | 18 d'octubre de 2009   | Mount Lemmon         | Mt. Lemmon Survey |
| 432319 | 2009 UG27              | 21 d'octubre de 2009   | Catalina             | CSS               |
| 432320 | 2009 UE32              | 18 d'octubre de 2009   | Mount Lemmon         | Mt. Lemmon Survey |
| 432321 | 2009 UV33              | 21 de setembre de 2009 | Mount Lemmon         | Mt. Lemmon Survey |
| 432322 | 2009 US38              | 21 d'octubre de 2009   | Catalina             | CSS               |
| 432323 | 2009 UT39              | 22 de setembre de 2009 | Mount Lemmon         | Mt. Lemmon Survey |
| 432324 | 2009 UM78              | 26 de setembre de 2009 | Kitt Peak            | Spacewatch        |
| 432325 | 2009 UL80              | 22 d'octubre de 2009   | Mount Lemmon         | Mt. Lemmon Survey |
| 432326 | 2009 UL83              | 22 de setembre de 2009 | Mount Lemmon         | Mt. Lemmon Survey |
| 432327 | 2009 UR85              | 23 d'octubre de 2009   | Mount Lemmon         | Mt. Lemmon Survey |
| 432328 | 2009 UP89              | 22 d'octubre de 2009   | Bisei SG Center      | BATTeRS           |
| 432329 | 2009 UD103             | 24 d'octubre de 2009   | Catalina             | CSS               |
| 432330 | 2009 UK103             | 18 de setembre de 2009 | Mount Lemmon         | Mt. Lemmon Survey |
| 432331 | 2009 UH111             | 23 d'octubre de 2009   | Kitt Peak            | Spacewatch        |
| 432332 | 2009 UU126             | 21 d'octubre de 2009   | Catalina             | CSS               |
| 432333 | 2009 UC128             | 25 d'octubre de 2009   | Kitt Peak            | Spacewatch        |
| 432334 | 2009 UP130             | 24 d'octubre de 2009   | Catalina             | CSS               |
| 432335 | 2009 UO145             | 18 de setembre de 2009 | Catalina             | CSS               |
| 432336 | 2009 UL147             | 18 d'octubre de 2009   | Mount Lemmon         | Mt. Lemmon Survey |
| 432337 | 2009 UT147             | 17 d'octubre de 2009   | Mount Lemmon         | Mt. Lemmon Survey |
| 432338 | 2009 VH4               | 8 de novembre de 2009  | Kitt Peak            | Spacewatch        |
| 432339 | 2009 VQ16              | 26 d'octubre de 2009   | Mount Lemmon         | Mt. Lemmon Survey |
| 432340 | 2009 VH23              | 25 d'octubre de 2009   | Kitt Peak            | Spacewatch        |
| 432341 | 2009 VM23              | 9 de novembre de 2009  | Catalina             | CSS               |
| 432342 | 2009 VT27              | 15 d'octubre de 2009   | Socorro              | LINEAR            |
| 432343 | 2009 VH31              | 9 d'octubre de 2002    | Socorro              | LINEAR            |
| 432344 | 2009 VG32              | 9 de novembre de 2009  | Kitt Peak            | Spacewatch        |
| 432345 | 2009 VY40              | 8 de novembre de 2009  | Catalina             | CSS               |
| 432346 | 2009 VB42              | 11 de novembre de 2009 | Kitt Peak            | Spacewatch        |
| 432347 | 2009 VO45              | 14 de novembre de 2009 | Mayhill              | Lowe, A.          |
| 432348 | 2009 VZ63              | 8 de novembre de 2009  | Kitt Peak            | Spacewatch        |
| 432349 | 2009 VH65              | 9 de novembre de 2009  | Kitt Peak            | Spacewatch        |
| 432350 | 2009 VX68              | 9 de novembre de 2009  | Kitt Peak            | Spacewatch        |
| 432351 | 2009 VD69              | 9 de novembre de 2009  | Kitt Peak            | Spacewatch        |
| 432352 | 2009 VX76              | 8 de novembre de 2009  | Catalina             | CSS               |
| 432353 | 2009 VB89              | 21 d'octubre de 2009   | Catalina             | CSS               |
| 432354 | 2009 VN91              | 27 de setembre de 2009 | Mount Lemmon         | Mt. Lemmon Survey |
| 432355 | 2009 VG92              | 8 de novembre de 2009  | Kitt Peak            | Spacewatch        |
| 432356 | 2009 VV110             | 10 de novembre de 2009 | Mount Lemmon         | Mt. Lemmon Survey |
| 432357 | 2009 VJ114             | 10 de novembre de 2009 | Kitt Peak            | Spacewatch        |
| 432358 | 2009 VP114             | 11 de novembre de 2009 | Mount Lemmon         | Mt. Lemmon Survey |
| 432359 | 2009 WK14              | 16 de novembre de 2009 | Mount Lemmon         | Mt. Lemmon Survey |
| 432360 | 2009 WZ23              | 19 de novembre de 2009 | Kachina              | Hobart, J.        |
| 432361 | 2009 WR24              | 20 de novembre de 2009 | Plana                | Fratev, F.        |
| 432362 | 2009 WF29              | 16 d'octubre de 2009   | Mount Lemmon         | Mt. Lemmon Survey |
| 432363 | 2009 WH32              | 16 de novembre de 2009 | Kitt Peak            | Spacewatch        |
| 432364 | 2009 WB34              | 16 de novembre de 2009 | Kitt Peak            | Spacewatch        |
| 432365 | 2009 WB35              | 16 de novembre de 2009 | Mount Lemmon         | Mt. Lemmon Survey |
| 432366 | 2009 WH57              | 12 d'octubre de 2009   | Mount Lemmon         | Mt. Lemmon Survey |
| 432367 | 2009 WM69              | 17 de novembre de 2009 | Mount Lemmon         | Mt. Lemmon Survey |
| 432368 | 2009 WT71              | 19 de setembre de 2009 | Mount Lemmon         | Mt. Lemmon Survey |
| 432369 | 2009 WC78              | 18 de novembre de 2009 | Mount Lemmon         | Mt. Lemmon Survey |
| 432370 | 2009 WQ80              | 18 de novembre de 2009 | Kitt Peak            | Spacewatch        |
| 432371 | 2009 WH87              | 4 de gener de 2006     | Kitt Peak            | Spacewatch        |
| 432372 | 2009 WR97              | 28 de gener de 2006    | Mount Lemmon         | Mt. Lemmon Survey |
| 432373 | 2009 WK100             | 4 de febrer de 2006    | Catalina             | CSS               |
| 432374 | 2009 WC114             | 13 d'abril de 2008     | Mount Lemmon         | Mt. Lemmon Survey |
| 432375 | 2009 WY124             | 20 de novembre de 2009 | Kitt Peak            | Spacewatch        |
| 432376 | 2009 WM136             | 2 de desembre de 2005  | Kitt Peak            | Spacewatch        |
| 432377 | 2009 WB146             | 21 d'octubre de 2009   | Mount Lemmon         | Mt. Lemmon Survey |
| 432378 | 2009 WX160             | 21 de novembre de 2009 | Kitt Peak            | Spacewatch        |
| 432379 | 2009 WQ168             | 22 de novembre de 2009 | Kitt Peak            | Spacewatch        |
| 432380 | 2009 WS175             | 23 de novembre de 2009 | Kitt Peak            | Spacewatch        |
| 432381 | 2009 WK190             | 13 de gener de 2002    | Kitt Peak            | Spacewatch        |
| 432382 | 2009 WG192             | 24 de novembre de 2009 | Mount Lemmon         | Mt. Lemmon Survey |
| 432383 | 2009 WJ195             | 30 de novembre de 2005 | Kitt Peak            | Spacewatch        |
| 432384 | 2009 WE196             | 17 de novembre de 2009 | Kitt Peak            | Spacewatch        |
| 432385 | 2009 WQ209             | 17 de novembre de 2009 | Kitt Peak            | Spacewatch        |
| 432386 | 2009 WA238             | 17 de novembre de 2009 | Kitt Peak            | Spacewatch        |
| 432387 | 2009 WS238             | 6 de novembre de 2005  | Mount Lemmon         | Mt. Lemmon Survey |
| 432388 | 2009 WQ242             | 21 de setembre de 2009 | Mount Lemmon         | Mt. Lemmon Survey |
| 432389 | 2009 WU244             | 19 de novembre de 2009 | Mount Lemmon         | Mt. Lemmon Survey |
| 432390 | 2009 WW253             | 13 d'abril de 2004     | Kitt Peak            | Spacewatch        |
| 432391 | 2009 WL262             | 19 de novembre de 2009 | Catalina             | CSS               |
| 432392 | 2009 XW2               | 13 de desembre de 2009 | Mount Lemmon         | Mt. Lemmon Survey |
| 432393 | 2009 XW4               | 16 de novembre de 2009 | Kitt Peak            | Spacewatch        |
| 432394 | 2009 XL5               | 20 de novembre de 2009 | Kitt Peak            | Spacewatch        |
| 432395 | 2009 XN6               | 10 de desembre de 2009 | Mount Lemmon         | Mt. Lemmon Survey |
| 432396 | 2009 XE12              | 25 d'octubre de 2009   | Kitt Peak            | Spacewatch        |
| 432397 | 2009 YT1               | 17 de desembre de 2009 | Mount Lemmon         | Mt. Lemmon Survey |
| 432398 | 2009 YO4               | 17 de desembre de 2009 | Mount Lemmon         | Mt. Lemmon Survey |
| 432399 | 2009 YE5               | 17 de desembre de 2009 | Mount Lemmon         | Mt. Lemmon Survey |
| 432400 | 2009 YE10              | 16 de novembre de 2009 | Mount Lemmon         | Mt. Lemmon Survey |

## 432401– 432500
| Nom    | Designació provisional | Data de descobriment   | Lloc de descobriment | Descobridor/s     |
| ------ | ---------------------- | ---------------------- | -------------------- | ----------------- |
| 432401 | 2009 YY14              | 18 de desembre de 2009 | Mount Lemmon         | Mt. Lemmon Survey |
| 432402 | 2009 YF21              | 27 de desembre de 2009 | Kitt Peak            | Spacewatch        |
| 432403 | 2009 YH22              | 17 de desembre de 2009 | Mount Lemmon         | Mt. Lemmon Survey |
| 432404 | 2009 YK23              | 21 de novembre de 2009 | Mount Lemmon         | Mt. Lemmon Survey |
| 432405 | 2010 AT                | 4 de gener de 2010     | Kitt Peak            | Spacewatch        |
| 432406 | 2010 AA1               | 4 de gener de 2010     | Kitt Peak            | Spacewatch        |
| 432407 | 2010 AW2               | 7 de gener de 2010     | Tzec Maun            | Tzec Maun         |
| 432408 | 2010 AZ4               | 4 de gener de 2010     | Kitt Peak            | Spacewatch        |
| 432409 | 2010 AA8               | 6 de gener de 2010     | Catalina             | CSS               |
| 432410 | 2010 AD8               | 6 de gener de 2010     | Catalina             | CSS               |
| 432411 | 2010 AF9               | 26 d'octubre de 2009   | Mount Lemmon         | Mt. Lemmon Survey |
| 432412 | 2010 AR23              | 6 de gener de 2010     | Kitt Peak            | Spacewatch        |
| 432413 | 2010 AU26              | 6 de gener de 2010     | Mount Lemmon         | Mt. Lemmon Survey |
| 432414 | 2010 AR31              | 6 de gener de 2010     | Kitt Peak            | Spacewatch        |
| 432415 | 2010 AZ33              | 7 de gener de 2010     | Kitt Peak            | Spacewatch        |
| 432416 | 2010 AE35              | 7 de gener de 2010     | Kitt Peak            | Spacewatch        |
| 432417 | 2010 AC42              | 6 de gener de 2010     | Catalina             | CSS               |
| 432418 | 2010 AK50              | 8 de gener de 2010     | Kitt Peak            | Spacewatch        |
| 432419 | 2010 AQ59              | 6 de gener de 2010     | Catalina             | CSS               |
| 432420 | 2010 AT59              | 6 de gener de 2010     | Catalina             | CSS               |
| 432421 | 2010 AC64              | 10 de gener de 2010    | Kitt Peak            | Spacewatch        |
| 432422 | 2010 AV64              | 17 de novembre de 2009 | Kitt Peak            | Spacewatch        |
| 432423 | 2010 AO79              | 10 de gener de 2010    | Kitt Peak            | Spacewatch        |
| 432424 | 2010 AS82              | 7 de gener de 2010     | WISE                 | WISE              |
| 432425 | 2010 AP93              | 8 de gener de 2010     | WISE                 | WISE              |
| 432426 | 2010 AR97              | 9 de gener de 2010     | WISE                 | WISE              |
| 432427 | 2010 AK104             | 2 de gener de 2009     | Mount Lemmon         | Mt. Lemmon Survey |
| 432428 | 2010 AH108             | 12 de gener de 2010    | WISE                 | WISE              |
| 432429 | 2010 BQ43              | 19 de gener de 2010    | WISE                 | WISE              |
| 432430 | 2010 BH51              | 20 de gener de 2010    | WISE                 | WISE              |
| 432431 | 2010 BW56              | 20 de gener de 2010    | WISE                 | WISE              |
| 432432 | 2010 BY63              | 21 de gener de 2010    | WISE                 | WISE              |
| 432433 | 2010 BV75              | 24 de gener de 2010    | WISE                 | WISE              |
| 432434 | 2010 BH78              | 25 de gener de 2010    | WISE                 | WISE              |
| 432435 | 2010 BC79              | 31 de gener de 2009    | Kitt Peak            | Spacewatch        |
| 432436 | 2010 BF81              | 25 de gener de 2010    | WISE                 | WISE              |
| 432437 | 2010 BN91              | 26 de gener de 2010    | WISE                 | WISE              |
| 432438 | 2010 BX106             | 16 de gener de 2009    | Mount Lemmon         | Mt. Lemmon Survey |
| 432439 | 2010 BY123             | 31 de gener de 2010    | WISE                 | WISE              |
| 432440 | 2010 CV8               | 8 de febrer de 2010    | WISE                 | WISE              |
| 432441 | 2010 CC10              | 8 de febrer de 2010    | WISE                 | WISE              |
| 432442 | 2010 CH23              | 23 de setembre de 2008 | Kitt Peak            | Spacewatch        |
| 432443 | 2010 CE33              | 12 de gener de 2010    | Kitt Peak            | Spacewatch        |
| 432444 | 2010 CA40              | 27 d'agost de 2006     | Kitt Peak            | Spacewatch        |
| 432445 | 2010 CD43              | 20 de desembre de 2009 | Mount Lemmon         | Mt. Lemmon Survey |
| 432446 | 2010 CC45              | 11 de febrer de 2010   | WISE                 | WISE              |
| 432447 | 2010 CX47              | 12 de febrer de 2010   | WISE                 | WISE              |
| 432448 | 2010 CS62              | 4 de setembre de 2008  | Kitt Peak            | Spacewatch        |
| 432449 | 2010 CW66              | 10 de febrer de 2010   | Kitt Peak            | Spacewatch        |
| 432450 | 2010 CY67              | 20 de setembre de 2003 | Kitt Peak            | Spacewatch        |
| 432451 | 2010 CY76              | 13 de febrer de 2010   | Mount Lemmon         | Mt. Lemmon Survey |
| 432452 | 2010 CM93              | 14 de febrer de 2010   | Kitt Peak            | Spacewatch        |
| 432453 | 2010 CN93              | 14 de febrer de 2010   | Kitt Peak            | Spacewatch        |
| 432454 | 2010 CL107             | 14 de febrer de 2010   | Kitt Peak            | Spacewatch        |
| 432455 | 2010 CG120             | 19 de desembre de 2009 | Mount Lemmon         | Mt. Lemmon Survey |
| 432456 | 2010 CA127             | 20 d'abril de 2006     | Kitt Peak            | Spacewatch        |
| 432457 | 2010 CU127             | 13 de febrer de 2010   | LightBuckets         | Vorobjov, T.      |
| 432458 | 2010 CX127             | 5 de gener de 2010     | Kitt Peak            | Spacewatch        |
| 432459 | 2010 CZ136             | 15 de febrer de 2010   | WISE                 | WISE              |
| 432460 | 2010 CZ138             | 23 de març de 2006     | Kitt Peak            | Spacewatch        |
| 432461 | 2010 CL140             | 18 de gener de 2009    | Mount Lemmon         | Mt. Lemmon Survey |
| 432462 | 2010 CZ141             | 5 de febrer de 2010    | Catalina             | CSS               |
| 432463 | 2010 CK143             | 25 de gener de 1996    | Kitt Peak            | Spacewatch        |
| 432464 | 2010 CO143             | 27 de novembre de 2009 | Mount Lemmon         | Mt. Lemmon Survey |
| 432465 | 2010 CT152             | 14 de febrer de 2010   | Mount Lemmon         | Mt. Lemmon Survey |
| 432466 | 2010 CM158             | 15 de febrer de 2010   | Mount Lemmon         | Mt. Lemmon Survey |
| 432467 | 2010 CX192             | 8 de novembre de 2007  | Mount Lemmon         | Mt. Lemmon Survey |
| 432468 | 2010 CT228             | 1 de febrer de 2009    | Kitt Peak            | Spacewatch        |
| 432469 | 2010 DK6               | 16 de febrer de 2010   | Kitt Peak            | Spacewatch        |
| 432470 | 2010 DU11              | 13 de març de 2005     | Kitt Peak            | Spacewatch        |
| 432471 | 2010 DX27              | 18 de febrer de 2010   | WISE                 | WISE              |
| 432472 | 2010 DP33              | 20 de febrer de 2010   | WISE                 | WISE              |
| 432473 | 2010 DU33              | 20 de febrer de 2010   | WISE                 | WISE              |
| 432474 | 2010 DR37              | 13 de febrer de 2010   | Mount Lemmon         | Mt. Lemmon Survey |
| 432475 | 2010 DT43              | 17 de febrer de 2010   | Kitt Peak            | Spacewatch        |
| 432476 | 2010 DA54              | 23 de febrer de 2010   | WISE                 | WISE              |
| 432477 | 2010 DB56              | 23 de febrer de 2010   | WISE                 | WISE              |
| 432478 | 2010 DJ58              | 24 de febrer de 2010   | WISE                 | WISE              |
| 432479 | 2010 DK59              | 24 de febrer de 2010   | WISE                 | WISE              |
| 432480 | 2010 DZ65              | 27 de febrer de 2010   | WISE                 | WISE              |
| 432481 | 2010 DE70              | 28 de febrer de 2010   | WISE                 | WISE              |
| 432482 | 2010 DU71              | 26 de febrer de 2010   | WISE                 | WISE              |
| 432483 | 2010 DC74              | 1 de març de 2005      | Kitt Peak            | Spacewatch        |
| 432484 | 2010 EK33              | 20 de maig de 2006     | Kitt Peak            | Spacewatch        |
| 432485 | 2010 EO33              | 4 de març de 2010      | Kitt Peak            | Spacewatch        |
| 432486 | 2010 EY37              | 12 de març de 2010     | Mount Lemmon         | Mt. Lemmon Survey |
| 432487 | 2010 EA42              | 12 de març de 2010     | Mount Lemmon         | Mt. Lemmon Survey |
| 432488 | 2010 EX42              | 12 de març de 2010     | Catalina             | CSS               |
| 432489 | 2010 EV65              | 24 de febrer de 2006   | Kitt Peak            | Spacewatch        |
| 432490 | 2010 EK77              | 12 de març de 2010     | Kitt Peak            | Spacewatch        |
| 432491 | 2010 EB79              | 12 de març de 2010     | Mount Lemmon         | Mt. Lemmon Survey |
| 432492 | 2010 EM81              | 12 de març de 2010     | Mount Lemmon         | Mt. Lemmon Survey |
| 432493 | 2010 ED87              | 13 de març de 2010     | Kitt Peak            | Spacewatch        |
| 432494 | 2010 EQ88              | 22 d'agost de 2003     | Campo Imperatore     | CINEOS            |
| 432495 | 2010 ES91              | 14 de març de 2010     | Kitt Peak            | Spacewatch        |
| 432496 | 2010 EA103             | 17 de març de 2005     | Mount Lemmon         | Mt. Lemmon Survey |
| 432497 | 2010 EK103             | 17 de setembre de 2003 | Kitt Peak            | Spacewatch        |
| 432498 | 2010 ET112             | 13 de març de 2010     | Kitt Peak            | Spacewatch        |
| 432499 | 2010 EH138             | 13 de març de 2010     | Mount Lemmon         | Mt. Lemmon Survey |
| 432500 | 2010 ED140             | 15 de març de 2010     | Mount Lemmon         | Mt. Lemmon Survey |

## 432501– 432600
| Nom    | Designació provisional | Data de descobriment   | Lloc de descobriment | Descobridor/s     |
| ------ | ---------------------- | ---------------------- | -------------------- | ----------------- |
| 432501 | 2010 EE141             | 12 de març de 2010     | Kitt Peak            | Spacewatch        |
| 432502 | 2010 EG142             | 14 de març de 2010     | Kitt Peak            | Spacewatch        |
| 432503 | 2010 EW152             | 11 de març de 2010     | WISE                 | WISE              |
| 432504 | 2010 ER171             | 27 d'octubre de 2008   | Mount Lemmon         | Mt. Lemmon Survey |
| 432505 | 2010 EZ171             | 14 de novembre de 1998 | Kitt Peak            | Spacewatch        |
| 432506 | 2010 FW1               | 18 de febrer de 2010   | Kitt Peak            | Spacewatch        |
| 432507 | 2010 FN2               | 16 de març de 2010     | Mount Lemmon         | Mt. Lemmon Survey |
| 432508 | 2010 FA4               | 19 d'octubre de 2007   | Catalina             | CSS               |
| 432509 | 2010 FF7               | 19 de març de 2010     | Catalina             | CSS               |
| 432510 | 2010 FG13              | 19 de febrer de 2010   | Catalina             | CSS               |
| 432511 | 2010 FZ16              | 18 de març de 2010     | Kitt Peak            | Spacewatch        |
| 432512 | 2010 FH17              | 18 de març de 2010     | Mount Lemmon         | Mt. Lemmon Survey |
| 432513 | 2010 FJ25              | 16 de febrer de 2010   | Kitt Peak            | Spacewatch        |
| 432514 | 2010 FT30              | 16 de març de 2010     | Kitt Peak            | Spacewatch        |
| 432515 | 2010 FN55              | 19 de març de 1999     | Kitt Peak            | Spacewatch        |
| 432516 | 2010 FW56              | 9 d'octubre de 2007    | Mount Lemmon         | Mt. Lemmon Survey |
| 432517 | 2010 FH90              | 20 de març de 2010     | Kitt Peak            | Spacewatch        |
| 432518 | 2010 FK93              | 16 de març de 2004     | Kitt Peak            | Spacewatch        |
| 432519 | 2010 FV99              | 12 de març de 2010     | Kitt Peak            | Spacewatch        |
| 432520 | 2010 FA100             | 25 de març de 2010     | Kitt Peak            | Spacewatch        |
| 432521 | 2010 FA101             | 25 de març de 2010     | Mount Lemmon         | Mt. Lemmon Survey |
| 432522 | 2010 GY34              | 9 d'abril de 2010      | Socorro              | LINEAR            |
| 432523 | 2010 GB75              | 5 d'abril de 2010      | Catalina             | CSS               |
| 432524 | 2010 GE97              | 6 d'abril de 2010      | Kitt Peak            | Spacewatch        |
| 432525 | 2010 GW97              | 10 d'abril de 2010     | Kitt Peak            | Spacewatch        |
| 432526 | 2010 GA98              | 13 de març de 2010     | Mount Lemmon         | Mt. Lemmon Survey |
| 432527 | 2010 GJ101             | 5 d'abril de 2010      | Kitt Peak            | Spacewatch        |
| 432528 | 2010 GZ116             | 10 d'abril de 2010     | Mount Lemmon         | Mt. Lemmon Survey |
| 432529 | 2010 GU118             | 11 d'abril de 2010     | Kitt Peak            | Spacewatch        |
| 432530 | 2010 GV118             | 17 de març de 2004     | Kitt Peak            | Spacewatch        |
| 432531 | 2010 GO120             | 11 d'abril de 2010     | Kitt Peak            | Spacewatch        |
| 432532 | 2010 GP123             | 14 d'abril de 2010     | Kitt Peak            | Spacewatch        |
| 432533 | 2010 GV123             | 13 de març de 2010     | Kitt Peak            | Spacewatch        |
| 432534 | 2010 GT125             | 23 d'agost de 2001     | Kitt Peak            | Spacewatch        |
| 432535 | 2010 GH127             | 15 de març de 2004     | Kitt Peak            | Spacewatch        |
| 432536 | 2010 GB129             | 15 de gener de 2010    | WISE                 | WISE              |
| 432537 | 2010 GK130             | 13 de novembre de 2007 | Mount Lemmon         | Mt. Lemmon Survey |
| 432538 | 2010 GT131             | 10 d'abril de 2010     | Kitt Peak            | Spacewatch        |
| 432539 | 2010 GK132             | 25 de gener de 2010    | WISE                 | WISE              |
| 432540 | 2010 GT156             | 27 de gener de 2010    | WISE                 | WISE              |
| 432541 | 2010 HE                | 23 de gener de 2010    | WISE                 | WISE              |
| 432542 | 2010 HV60              | 2 de desembre de 2004  | Anderson Mesa        | LONEOS            |
| 432543 | 2010 HT78              | 27 de setembre de 2006 | Kitt Peak            | Spacewatch        |
| 432544 | 2010 HJ79              | 17 d'abril de 2010     | Mount Lemmon         | Mt. Lemmon Survey |
| 432545 | 2010 HT79              | 20 d'abril de 2010     | Kitt Peak            | Spacewatch        |
| 432546 | 2010 HW80              | 26 d'abril de 2010     | Mount Lemmon         | Mt. Lemmon Survey |
| 432547 | 2010 JP2               | 15 d'abril de 2010     | Kitt Peak            | Spacewatch        |
| 432548 | 2010 JH31              | 11 de juliol de 2005   | Mount Lemmon         | Mt. Lemmon Survey |
| 432549 | 2010 JE43              | 3 de maig de 2010      | Kitt Peak            | Spacewatch        |
| 432550 | 2010 JC45              | 20 de febrer de 2009   | Mount Lemmon         | Mt. Lemmon Survey |
| 432551 | 2010 JL45              | 7 de maig de 2010      | Kitt Peak            | Spacewatch        |
| 432552 | 2010 JR45              | 19 de novembre de 2006 | Kitt Peak            | Spacewatch        |
| 432553 | 2010 JB47              | 9 de maig de 2010      | Mount Lemmon         | Mt. Lemmon Survey |
| 432554 | 2010 JR47              | 17 de febrer de 2010   | WISE                 | WISE              |
| 432555 | 2010 JY48              | 8 de novembre de 2008  | Mount Lemmon         | Mt. Lemmon Survey |
| 432556 | 2010 JF75              | 2 de maig de 2010      | Kitt Peak            | Spacewatch        |
| 432557 | 2010 JR77              | 6 de maig de 2010      | Kitt Peak            | Spacewatch        |
| 432558 | 2010 JQ79              | 14 de febrer de 2010   | WISE                 | WISE              |
| 432559 | 2010 JZ79              | 12 de maig de 2010     | Mount Lemmon         | Mt. Lemmon Survey |
| 432560 | 2010 JM80              | 7 de maig de 2010      | Socorro              | LINEAR            |
| 432561 | 2010 JO80              | 7 de maig de 2010      | Socorro              | LINEAR            |
| 432562 | 2010 JE84              | 29 de gener de 2009    | Mount Lemmon         | Mt. Lemmon Survey |
| 432563 | 2010 JJ89              | 10 de maig de 2010     | WISE                 | WISE              |
| 432564 | 2010 JO110             | 21 d'agost de 2006     | Kitt Peak            | Spacewatch        |
| 432565 | 2010 JK115             | 25 de gener de 2010    | WISE                 | WISE              |
| 432566 | 2010 JL120             | 26 d'abril de 2010     | Mount Lemmon         | Mt. Lemmon Survey |
| 432567 | 2010 JV160             | 5 de maig de 2010      | Mount Lemmon         | Mt. Lemmon Survey |
| 432568 | 2010 LD62              | 14 de novembre de 2007 | Kitt Peak            | Spacewatch        |
| 432569 | 2010 LY103             | 12 de juny de 2010     | Kitt Peak            | Spacewatch        |
| 432570 | 2010 NK37              | 20 de gener de 2009    | Kitt Peak            | Spacewatch        |
| 432571 | 2010 NY38              | 8 de juliol de 2010    | WISE                 | WISE              |
| 432572 | 2010 OR47              | 29 de gener de 2010    | WISE                 | WISE              |
| 432573 | 2010 OJ48              | 22 de juliol de 2010   | WISE                 | WISE              |
| 432574 | 2010 OA53              | 11 de maig de 2005     | Kitt Peak            | Spacewatch        |
| 432575 | 2010 OV57              | 2 de febrer de 2010    | WISE                 | WISE              |
| 432576 | 2010 OB62              | 24 de juliol de 2010   | WISE                 | WISE              |
| 432577 | 2010 OZ67              | 30 de gener de 2010    | WISE                 | WISE              |
| 432578 | 2010 OR75              | 25 de juliol de 2010   | WISE                 | WISE              |
| 432579 | 2010 OX83              | 31 de gener de 2010    | WISE                 | WISE              |
| 432580 | 2010 OF84              | 2 de febrer de 2010    | WISE                 | WISE              |
| 432581 | 2010 OF99              | 30 de gener de 2010    | WISE                 | WISE              |
| 432582 | 2010 OV104             | 31 de gener de 2010    | WISE                 | WISE              |
| 432583 | 2010 PZ56              | 10 d'agost de 2010     | Kitt Peak            | Spacewatch        |
| 432584 | 2010 PU60              | 10 d'agost de 2010     | Kitt Peak            | Spacewatch        |
| 432585 | 2010 QH7               | 4 de febrer de 2005    | Kitt Peak            | Spacewatch        |
| 432586 | 2010 RM61              | 8 de març de 2005      | Mount Lemmon         | Mt. Lemmon Survey |
| 432587 | 2010 RY88              | 24 de novembre de 2003 | Kitt Peak            | Spacewatch        |
| 432588 | 2010 RZ99              | 6 d'agost de 2010      | Kitt Peak            | Spacewatch        |
| 432589 | 2010 RC103             | 10 de setembre de 2010 | Kitt Peak            | Spacewatch        |
| 432590 | 2010 RZ104             | 10 de setembre de 2010 | Kitt Peak            | Spacewatch        |
| 432591 | 2010 RP107             | 11 de novembre de 2007 | Mount Lemmon         | Mt. Lemmon Survey |
| 432592 | 2010 RO123             | 20 de desembre de 2004 | Mount Lemmon         | Mt. Lemmon Survey |
| 432593 | 2010 RF128             | 14 de setembre de 2010 | Kitt Peak            | Spacewatch        |
| 432594 | 2010 RC144             | 29 de gener de 1998    | Kitt Peak            | Spacewatch        |
| 432595 | 2010 RL166             | 11 de setembre de 2010 | Kitt Peak            | Spacewatch        |
| 432596 | 2010 RO166             | 11 de setembre de 2010 | Kitt Peak            | Spacewatch        |
| 432597 | 2010 RN177             | 11 de setembre de 2010 | Kitt Peak            | Spacewatch        |
| 432598 | 2010 SJ3               | 17 de desembre de 2007 | Mount Lemmon         | Mt. Lemmon Survey |
| 432599 | 2010 SC15              | 4 de març de 2008      | Mount Lemmon         | Mt. Lemmon Survey |
| 432600 | 2010 SQ29              | 4 de novembre de 2007  | Mount Lemmon         | Mt. Lemmon Survey |

## 432601– 432700
| Nom    | Designació provisional | Data de descobriment   | Lloc de descobriment | Descobridor/s     |
| ------ | ---------------------- | ---------------------- | -------------------- | ----------------- |
| 432601 | 2010 TE2               | 3 de febrer de 2008    | Mount Lemmon         | Mt. Lemmon Survey |
| 432602 | 2010 TH78              | 10 de setembre de 2010 | Kitt Peak            | Spacewatch        |
| 432603 | 2010 TX103             | 16 de setembre de 2010 | Kitt Peak            | Spacewatch        |
| 432604 | 2010 TL126             | 18 de desembre de 2007 | Mount Lemmon         | Mt. Lemmon Survey |
| 432605 | 2010 TS171             | 13 d'octubre de 2010   | Mount Lemmon         | Mt. Lemmon Survey |
| 432606 | 2010 TT179             | 16 de setembre de 2010 | Kitt Peak            | Spacewatch        |
| 432607 | 2010 TX187             | 3 de novembre de 2007  | Mount Lemmon         | Mt. Lemmon Survey |
| 432608 | 2010 UU10              | 17 d'octubre de 2010   | Mount Lemmon         | Mt. Lemmon Survey |
| 432609 | 2010 UP11              | 31 de desembre de 2007 | Mount Lemmon         | Mt. Lemmon Survey |
| 432610 | 2010 UV11              | 18 de setembre de 2010 | Mount Lemmon         | Mt. Lemmon Survey |
| 432611 | 2010 UV16              | 1 d'octubre de 2009    | Mount Lemmon         | Mt. Lemmon Survey |
| 432612 | 2010 UP21              | 11 d'octubre de 2010   | Catalina             | CSS               |
| 432613 | 2010 US41              | 12 de gener de 2008    | Mount Lemmon         | Mt. Lemmon Survey |
| 432614 | 2010 UP66              | 19 de novembre de 2003 | Kitt Peak            | Spacewatch        |
| 432615 | 2010 UF78              | 30 d'octubre de 2010   | Mount Lemmon         | Mt. Lemmon Survey |
| 432616 | 2010 UQ92              | 1 d'octubre de 2003    | Anderson Mesa        | LONEOS            |
| 432617 | 2010 UL97              | 28 d'octubre de 2010   | Mount Lemmon         | Mt. Lemmon Survey |
| 432618 | 2010 UH101             | 7 de novembre de 2007  | Mount Lemmon         | Mt. Lemmon Survey |
| 432619 | 2010 VV13              | 9 de febrer de 2008    | Kitt Peak            | Spacewatch        |
| 432620 | 2010 VV18              | 2 de novembre de 2007  | Mount Lemmon         | Mt. Lemmon Survey |
| 432621 | 2010 VK25              | 18 de novembre de 2000 | Kitt Peak            | Spacewatch        |
| 432622 | 2010 VG27              | 19 de desembre de 2003 | Socorro              | LINEAR            |
| 432623 | 2010 VU37              | 20 de novembre de 2007 | Mount Lemmon         | Mt. Lemmon Survey |
| 432624 | 2010 VQ62              | 15 de setembre de 2006 | Kitt Peak            | Spacewatch        |
| 432625 | 2010 VP66              | 17 d'octubre de 2009   | Mount Lemmon         | Mt. Lemmon Survey |
| 432626 | 2010 VP82              | 27 d'agost de 2006     | Kitt Peak            | Spacewatch        |
| 432627 | 2010 VP85              | 28 d'octubre de 2010   | Kitt Peak            | Spacewatch        |
| 432628 | 2010 VR91              | 6 de novembre de 2010  | Kitt Peak            | Spacewatch        |
| 432629 | 2010 VC94              | 28 de setembre de 2009 | Mount Lemmon         | Mt. Lemmon Survey |
| 432630 | 2010 VJ118             | 5 de setembre de 2010  | Mount Lemmon         | Mt. Lemmon Survey |
| 432631 | 2010 VV123             | 29 d'octubre de 2010   | Mount Lemmon         | Mt. Lemmon Survey |
| 432632 | 2010 VN127             | 21 d'agost de 2006     | Kitt Peak            | Spacewatch        |
| 432633 | 2010 VB131             | 10 de setembre de 2010 | Kitt Peak            | Spacewatch        |
| 432634 | 2010 VJ135             | 28 de març de 2008     | Mount Lemmon         | Mt. Lemmon Survey |
| 432635 | 2010 VJ161             | 2 d'octubre de 2003    | Kitt Peak            | Spacewatch        |
| 432636 | 2010 VM161             | 29 de setembre de 2009 | Kitt Peak            | Spacewatch        |
| 432637 | 2010 VK170             | 15 de desembre de 1998 | Kitt Peak            | Spacewatch        |
| 432638 | 2010 VE173             | 5 de setembre de 1999  | Kitt Peak            | Spacewatch        |
| 432639 | 2010 VC185             | 15 de setembre de 2009 | Kitt Peak            | Spacewatch        |
| 432640 | 2010 VH186             | 13 de novembre de 2010 | Mount Lemmon         | Mt. Lemmon Survey |
| 432641 | 2010 VM207             | 31 d'octubre de 2010   | Mount Lemmon         | Mt. Lemmon Survey |
| 432642 | 2010 VY213             | 21 d'octubre de 2003   | Kitt Peak            | Spacewatch        |
| 432643 | 2010 WT26              | 21 d'octubre de 1995   | Kitt Peak            | Spacewatch        |
| 432644 | 2010 WN31              | 19 de maig de 2006     | Mount Lemmon         | Mt. Lemmon Survey |
| 432645 | 2010 WZ31              | 7 de març de 2008      | Kitt Peak            | Spacewatch        |
| 432646 | 2010 WT39              | 13 de novembre de 2010 | Kitt Peak            | Spacewatch        |
| 432647 | 2010 WH40              | 27 de novembre de 2010 | Mount Lemmon         | Mt. Lemmon Survey |
| 432648 | 2010 WQ54              | 28 de febrer de 2008   | Kitt Peak            | Spacewatch        |
| 432649 | 2010 WV65              | 18 de desembre de 2003 | Socorro              | LINEAR            |
| 432650 | 2010 XQ25              | 15 de maig de 2005     | Mount Lemmon         | Mt. Lemmon Survey |
| 432651 | 2010 XQ34              | 2 de desembre de 2010  | Mount Lemmon         | Mt. Lemmon Survey |
| 432652 | 2010 XG47              | 1 de novembre de 2010  | Mount Lemmon         | Mt. Lemmon Survey |
| 432653 | 2010 XR54              | 21 d'octubre de 2003   | Kitt Peak            | Spacewatch        |
| 432654 | 2010 XE61              | 5 de novembre de 2010  | Kitt Peak            | Spacewatch        |
| 432655 | 2010 XL69              | 14 de desembre de 2010 | Mount Lemmon         | Mt. Lemmon Survey |
| 432656 | 2010 XR74              | 30 d'octubre de 2010   | Kitt Peak            | Spacewatch        |
| 432657 | 2011 AE9               | 18 de setembre de 2006 | Kitt Peak            | Spacewatch        |
| 432658 | 2011 AN9               | 17 de desembre de 2003 | Kitt Peak            | Spacewatch        |
| 432659 | 2011 AF12              | 18 d'octubre de 2006   | Kitt Peak            | Spacewatch        |
| 432660 | 2011 AR12              | 11 de novembre de 2010 | Mount Lemmon         | Mt. Lemmon Survey |
| 432661 | 2011 AE13              | 11 de novembre de 2006 | Kitt Peak            | Spacewatch        |
| 432662 | 2011 AJ13              | 13 de gener de 2004    | Anderson Mesa        | LONEOS            |
| 432663 | 2011 AF30              | 29 d'abril de 2008     | Mount Lemmon         | Mt. Lemmon Survey |
| 432664 | 2011 AR30              | 9 de gener de 2011     | Kitt Peak            | Spacewatch        |
| 432665 | 2011 AM32              | 5 d'abril de 2008      | Mount Lemmon         | Mt. Lemmon Survey |
| 432666 | 2011 AV37              | 8 de gener de 2011     | Mount Lemmon         | Mt. Lemmon Survey |
| 432667 | 2011 AA44              | 15 de desembre de 2006 | Kitt Peak            | Spacewatch        |
| 432668 | 2011 AJ47              | 2 d'octubre de 2006    | Mount Lemmon         | Mt. Lemmon Survey |
| 432669 | 2011 AS50              | 27 d'agost de 2009     | Kitt Peak            | Spacewatch        |
| 432670 | 2011 AT51              | 16 de desembre de 2006 | Kitt Peak            | Spacewatch        |
| 432671 | 2011 AO57              | 29 de març de 2004     | Kitt Peak            | Spacewatch        |
| 432672 | 2011 BH                | 27 de gener de 2000    | Kitt Peak            | Spacewatch        |
| 432673 | 2011 BO                | 1 de novembre de 2006  | Mount Lemmon         | Mt. Lemmon Survey |
| 432674 | 2011 BE8               | 20 de març de 2004     | Kitt Peak            | Spacewatch        |
| 432675 | 2011 BE9               | 22 de novembre de 2006 | Catalina             | CSS               |
| 432676 | 2011 BH12              | 27 d'octubre de 2006   | Mount Lemmon         | Mt. Lemmon Survey |
| 432677 | 2011 BF13              | 14 d'abril de 2004     | Kitt Peak            | Spacewatch        |
| 432678 | 2011 BC14              | 27 d'octubre de 2005   | Mount Lemmon         | Mt. Lemmon Survey |
| 432679 | 2011 BR16              | 9 de gener de 2011     | Mount Lemmon         | Mt. Lemmon Survey |
| 432680 | 2011 BY31              | 26 de setembre de 2006 | Kitt Peak            | Spacewatch        |
| 432681 | 2011 BF36              | 23 de novembre de 2006 | Kitt Peak            | Spacewatch        |
| 432682 | 2011 BD38              | 27 d'octubre de 2005   | Catalina             | CSS               |
| 432683 | 2011 BW38              | 21 de febrer de 2007   | Kitt Peak            | Spacewatch        |
| 432684 | 2011 BT39              | 27 d'octubre de 1994   | Kitt Peak            | Spacewatch        |
| 432685 | 2011 BS51              | 21 d'abril de 2004     | Campo Imperatore     | CINEOS            |
| 432686 | 2011 BF55              | 17 de gener de 2007    | Kitt Peak            | Spacewatch        |
| 432687 | 2011 BT55              | 21 de desembre de 2006 | Kitt Peak            | Spacewatch        |
| 432688 | 2011 BK63              | 15 de desembre de 2006 | Kitt Peak            | Spacewatch        |
| 432689 | 2011 BH73              | 28 d'abril de 2008     | Mount Lemmon         | Mt. Lemmon Survey |
| 432690 | 2011 BK74              | 22 de febrer de 2007   | Kitt Peak            | Spacewatch        |
| 432691 | 2011 BQ75              | 18 de juliol de 2007   | Mount Lemmon         | Mt. Lemmon Survey |
| 432692 | 2011 BG80              | 28 de novembre de 2006 | Kitt Peak            | Spacewatch        |
| 432693 | 2011 BZ86              | 28 de novembre de 2006 | Mount Lemmon         | Mt. Lemmon Survey |
| 432694 | 2011 BB92              | 28 de gener de 2011    | Mount Lemmon         | Mt. Lemmon Survey |
| 432695 | 2011 BX94              | 10 de gener de 2011    | Mount Lemmon         | Mt. Lemmon Survey |
| 432696 | 2011 BR97              | 9 de gener de 2011     | Mount Lemmon         | Mt. Lemmon Survey |
| 432697 | 2011 BN98              | 2 d'octubre de 2006    | Mount Lemmon         | Mt. Lemmon Survey |
| 432698 | 2011 BK118             | 15 de gener de 2011    | Mount Lemmon         | Mt. Lemmon Survey |
| 432699 | 2011 BV126             | 3 d'abril de 2008      | Kitt Peak            | Spacewatch        |
| 432700 | 2011 BK146             | 4 de febrer de 2000    | Kitt Peak            | Spacewatch        |

## 432701– 432800
| Nom    | Designació provisional | Data de descobriment   | Lloc de descobriment | Descobridor/s     |
| ------ | ---------------------- | ---------------------- | -------------------- | ----------------- |
| 432701 | 2011 BA155             | 16 de juliol de 2005   | Kitt Peak            | Spacewatch        |
| 432702 | 2011 CG6               | 13 d'abril de 2004     | Kitt Peak            | Spacewatch        |
| 432703 | 2011 CC7               | 10 de desembre de 2010 | Mount Lemmon         | Mt. Lemmon Survey |
| 432704 | 2011 CH7               | 21 de setembre de 2009 | Kitt Peak            | Spacewatch        |
| 432705 | 2011 CL8               | 20 d'abril de 2004     | Socorro              | LINEAR            |
| 432706 | 2011 CW8               | 10 de desembre de 2006 | Kitt Peak            | Spacewatch        |
| 432707 | 2011 CE17              | 2 de juliol de 2005    | Kitt Peak            | Spacewatch        |
| 432708 | 2011 CU22              | 29 de febrer de 2000   | Socorro              | LINEAR            |
| 432709 | 2011 CY24              | 27 d'abril de 2008     | Kitt Peak            | Spacewatch        |
| 432710 | 2011 CX27              | 18 de març de 2004     | Socorro              | LINEAR            |
| 432711 | 2011 CO29              | 17 de novembre de 2006 | Kitt Peak            | Spacewatch        |
| 432712 | 2011 CA30              | 16 d'abril de 2004     | Socorro              | LINEAR            |
| 432713 | 2011 CA32              | 5 d'abril de 2000      | Socorro              | LINEAR            |
| 432714 | 2011 CD34              | 9 de desembre de 2010  | Mount Lemmon         | Mt. Lemmon Survey |
| 432715 | 2011 CC40              | 11 de gener de 2011    | Kitt Peak            | Spacewatch        |
| 432716 | 2011 CU54              | 9 de maig de 2004      | Kitt Peak            | Spacewatch        |
| 432717 | 2011 CW60              | 17 de febrer de 2004   | Kitt Peak            | Spacewatch        |
| 432718 | 2011 CF64              | 21 de febrer de 2007   | Kitt Peak            | Spacewatch        |
| 432719 | 2011 CZ64              | 26 de gener de 2011    | Kitt Peak            | Spacewatch        |
| 432720 | 2011 CH83              | 1 de maig de 2008      | Kitt Peak            | Spacewatch        |
| 432721 | 2011 CK91              | 28 de gener de 2007    | Mount Lemmon         | Mt. Lemmon Survey |
| 432722 | 2011 CX91              | 26 de gener de 2000    | Kitt Peak            | Spacewatch        |
| 432723 | 2011 CP103             | 1 de febrer de 2006    | Kitt Peak            | Spacewatch        |
| 432724 | 2011 CN105             | 13 de març de 2007     | Mount Lemmon         | Mt. Lemmon Survey |
| 432725 | 2011 CN110             | 22 d'agost de 2004     | Kitt Peak            | Spacewatch        |
| 432726 | 2011 CY110             | 8 de gener de 2011     | Mount Lemmon         | Mt. Lemmon Survey |
| 432727 | 2011 CA116             | 9 de gener de 2007     | Kitt Peak            | Spacewatch        |
| 432728 | 2011 DF4               | 25 d'octubre de 2009   | Mount Lemmon         | Mt. Lemmon Survey |
| 432729 | 2011 DL11              | 12 de desembre de 2006 | Socorro              | LINEAR            |
| 432730 | 2011 DC12              | 5 de febrer de 2000    | Kitt Peak            | Spacewatch        |
| 432731 | 2011 DE14              | 8 de febrer de 2000    | Kitt Peak            | Spacewatch        |
| 432732 | 2011 DK14              | 14 de setembre de 2005 | Kitt Peak            | Spacewatch        |
| 432733 | 2011 DM18              | 26 de febrer de 2011   | Kitt Peak            | Spacewatch        |
| 432734 | 2011 DQ22              | 26 de febrer de 2011   | Kitt Peak            | Spacewatch        |
| 432735 | 2011 DU22              | 28 de novembre de 2005 | Kitt Peak            | Spacewatch        |
| 432736 | 2011 DT23              | 8 de gener de 2011     | Mount Lemmon         | Mt. Lemmon Survey |
| 432737 | 2011 DG25              | 17 de setembre de 2006 | Kitt Peak            | Spacewatch        |
| 432738 | 2011 DV33              | 21 de novembre de 2005 | Kitt Peak            | Spacewatch        |
| 432739 | 2011 DY37              | 7 d'octubre de 2005    | Kitt Peak            | Spacewatch        |
| 432740 | 2011 DH40              | 22 d'octubre de 2005   | Kitt Peak            | Spacewatch        |
| 432741 | 2011 EU3               | 26 de febrer de 2011   | Kitt Peak            | Spacewatch        |
| 432742 | 2011 EN5               | 9 de maig de 2004      | Kitt Peak            | Spacewatch        |
| 432743 | 2011 EP10              | 25 de setembre de 2005 | Kitt Peak            | Spacewatch        |
| 432744 | 2011 EF13              | 29 de gener de 2007    | Kitt Peak            | Spacewatch        |
| 432745 | 2011 EU16              | 23 de febrer de 2011   | Kitt Peak            | Spacewatch        |
| 432746 | 2011 EY22              | 8 de febrer de 2007    | Kitt Peak            | Spacewatch        |
| 432747 | 2011 EY23              | 9 de març de 2007      | Kitt Peak            | Spacewatch        |
| 432748 | 2011 EA24              | 17 de gener de 2007    | Kitt Peak            | Spacewatch        |
| 432749 | 2011 EC30              | 30 de setembre de 2005 | Mount Lemmon         | Mt. Lemmon Survey |
| 432750 | 2011 ED31              | 10 de febrer de 2011   | Catalina             | CSS               |
| 432751 | 2011 EW52              | 14 de març de 2007     | Mount Lemmon         | Mt. Lemmon Survey |
| 432752 | 2011 EH56              | 30 de gener de 2011    | Kitt Peak            | Spacewatch        |
| 432753 | 2011 EX65              | 18 de novembre de 2006 | Mount Lemmon         | Mt. Lemmon Survey |
| 432754 | 2011 EP68              | 17 de setembre de 2009 | Kitt Peak            | Spacewatch        |
| 432755 | 2011 EM69              | 4 de setembre de 2008  | Kitt Peak            | Spacewatch        |
| 432756 | 2011 EU80              | 18 de gener de 2010    | WISE                 | WISE              |
| 432757 | 2011 EG84              | 8 de febrer de 2007    | Kitt Peak            | Spacewatch        |
| 432758 | 2011 FD                | 29 de gener de 2007    | Kitt Peak            | Spacewatch        |
| 432759 | 2011 FP5               | 16 de febrer de 2007   | Catalina             | CSS               |
| 432760 | 2011 FQ7               | 26 de febrer de 2007   | Mount Lemmon         | Mt. Lemmon Survey |
| 432761 | 2011 FX8               | 7 d'octubre de 2008    | Mount Lemmon         | Mt. Lemmon Survey |
| 432762 | 2011 FY8               | 22 de setembre de 2008 | Kitt Peak            | Spacewatch        |
| 432763 | 2011 FQ10              | 7 d'octubre de 2005    | Kitt Peak            | Spacewatch        |
| 432764 | 2011 FF13              | 2 de març de 2011      | Kitt Peak            | Spacewatch        |
| 432765 | 2011 FK15              | 23 de setembre de 2008 | Mount Lemmon         | Mt. Lemmon Survey |
| 432766 | 2011 FQ22              | 28 de gener de 2007    | Mount Lemmon         | Mt. Lemmon Survey |
| 432767 | 2011 FC23              | 27 de gener de 2007    | Kitt Peak            | Spacewatch        |
| 432768 | 2011 FH23              | 6 de setembre de 2008  | Kitt Peak            | Spacewatch        |
| 432769 | 2011 FM23              | 8 d'octubre de 2008    | Kitt Peak            | Spacewatch        |
| 432770 | 2011 FR25              | 2 de febrer de 2006    | Kitt Peak            | Spacewatch        |
| 432771 | 2011 FA26              | 15 de gener de 2011    | Mount Lemmon         | Mt. Lemmon Survey |
| 432772 | 2011 FW29              | 4 de setembre de 2008  | Kitt Peak            | Spacewatch        |
| 432773 | 2011 FD30              | 25 de febrer de 2011   | Kitt Peak            | Spacewatch        |
| 432774 | 2011 FM31              | 30 de desembre de 2005 | Catalina             | CSS               |
| 432775 | 2011 FC32              | 26 de setembre de 2008 | Kitt Peak            | Spacewatch        |
| 432776 | 2011 FW32              | 7 de maig de 2007      | Kitt Peak            | Spacewatch        |
| 432777 | 2011 FK34              | 11 de febrer de 2011   | Mount Lemmon         | Mt. Lemmon Survey |
| 432778 | 2011 FB36              | 10 d'octubre de 1999   | Socorro              | LINEAR            |
| 432779 | 2011 FY44              | 17 de febrer de 2007   | Kitt Peak            | Spacewatch        |
| 432780 | 2011 FE47              | 5 d'octubre de 2004    | Kitt Peak            | Spacewatch        |
| 432781 | 2011 FK54              | 1 de desembre de 2005  | Kitt Peak            | Spacewatch        |
| 432782 | 2011 FY59              | 13 de març de 2007     | Kitt Peak            | Spacewatch        |
| 432783 | 2011 FU62              | 10 de març de 2007     | Kitt Peak            | Spacewatch        |
| 432784 | 2011 FA66              | 14 de març de 2007     | Kitt Peak            | Spacewatch        |
| 432785 | 2011 FW66              | 29 de desembre de 2005 | Kitt Peak            | Spacewatch        |
| 432786 | 2011 FM83              | 14 d'abril de 2007     | Kitt Peak            | Spacewatch        |
| 432787 | 2011 FU89              | 24 d'abril de 2007     | Mount Lemmon         | Mt. Lemmon Survey |
| 432788 | 2011 FN104             | 11 d'abril de 2007     | Kitt Peak            | Spacewatch        |
| 432789 | 2011 FO115             | 9 de maig de 2007      | Mount Lemmon         | Mt. Lemmon Survey |
| 432790 | 2011 FB129             | 1 de març de 2011      | Mount Lemmon         | Mt. Lemmon Survey |
| 432791 | 2011 FC131             | 10 de març de 2007     | Kitt Peak            | Spacewatch        |
| 432792 | 2011 FY131             | 13 de febrer de 2011   | Kitt Peak            | Spacewatch        |
| 432793 | 2011 FJ142             | 15 de març de 2007     | Mount Lemmon         | Mt. Lemmon Survey |
| 432794 | 2011 FD149             | 11 de març de 2011     | Kitt Peak            | Spacewatch        |
| 432795 | 2011 FT149             | 19 de novembre de 2009 | Kitt Peak            | Spacewatch        |
| 432796 | 2011 FO152             | 26 d'octubre de 2009   | Kitt Peak            | Spacewatch        |
| 432797 | 2011 GZ                | 6 d'octubre de 2008    | Kitt Peak            | Spacewatch        |
| 432798 | 2011 GT2               | 1 de desembre de 2005  | Mount Lemmon         | Mt. Lemmon Survey |
| 432799 | 2011 GR7               | 15 de març de 2010     | WISE                 | WISE              |
| 432800 | 2011 GE13              | 11 de març de 2011     | Mount Lemmon         | Mt. Lemmon Survey |

## 432801– 432900
| Nom    | Designació provisional | Data de descobriment   | Lloc de descobriment | Descobridor/s        |
| ------ | ---------------------- | ---------------------- | -------------------- | -------------------- |
| 432801 | 2011 GM20              | 6 de novembre de 2005  | Kitt Peak            | Spacewatch           |
| 432802 | 2011 GK29              | 8 de febrer de 2011    | Mount Lemmon         | Mt. Lemmon Survey    |
| 432803 | 2011 GQ30              | 14 d'octubre de 2009   | Mount Lemmon         | Mt. Lemmon Survey    |
| 432804 | 2011 GO34              | 21 de novembre de 2005 | Kitt Peak            | Spacewatch           |
| 432805 | 2011 GV36              | 4 d'octubre de 2004    | Kitt Peak            | Spacewatch           |
| 432806 | 2011 GF37              | 1 d'abril de 2011      | Mount Lemmon         | Mt. Lemmon Survey    |
| 432807 | 2011 GE42              | 1 de febrer de 2010    | WISE                 | WISE                 |
| 432808 | 2011 GB48              | 15 de març de 2007     | Kitt Peak            | Spacewatch           |
| 432809 | 2011 GU56              | 6 d'abril de 2011      | Mount Lemmon         | Mt. Lemmon Survey    |
| 432810 | 2011 GF60              | 17 de desembre de 2009 | Kitt Peak            | Spacewatch           |
| 432811 | 2011 GT61              | 7 d'octubre de 2004    | Kitt Peak            | Spacewatch           |
| 432812 | 2011 GC67              | 23 de febrer de 2007   | Catalina             | CSS                  |
| 432813 | 2011 GT67              | 22 de maig de 2006     | Kitt Peak            | Spacewatch           |
| 432814 | 2011 GV70              | 4 d'abril de 2011      | Siding Spring        | Siding Spring Survey |
| 432815 | 2011 GX72              | 2 de setembre de 2008  | Kitt Peak            | Spacewatch           |
| 432816 | 2011 GH78              | 24 de maig de 2007     | Mount Lemmon         | Mt. Lemmon Survey    |
| 432817 | 2011 GJ81              | 5 d'abril de 2011      | Kitt Peak            | Spacewatch           |
| 432818 | 2011 GJ82              | 25 de setembre de 2008 | Kitt Peak            | Spacewatch           |
| 432819 | 2011 GW82              | 26 de setembre de 2008 | Kitt Peak            | Spacewatch           |
| 432820 | 2011 GX82              | 25 d'abril de 2007     | Kitt Peak            | Spacewatch           |
| 432821 | 2011 GU83              | 26 de març de 2011     | Mount Lemmon         | Mt. Lemmon Survey    |
| 432822 | 2011 GG88              | 11 de novembre de 2009 | Kitt Peak            | Spacewatch           |
| 432823 | 2011 HY1               | 2 de març de 2011      | Kitt Peak            | Spacewatch           |
| 432824 | 2011 HM5               | 31 de gener de 2006    | Mount Lemmon         | Mt. Lemmon Survey    |
| 432825 | 2011 HP6               | 27 de març de 2011     | Kitt Peak            | Spacewatch           |
| 432826 | 2011 HU8               | 28 de gener de 2011    | Mount Lemmon         | Mt. Lemmon Survey    |
| 432827 | 2011 HP9               | 3 de setembre de 2007  | Catalina             | CSS                  |
| 432828 | 2011 HQ13              | 5 de setembre de 2008  | Kitt Peak            | Spacewatch           |
| 432829 | 2011 HR13              | 5 de setembre de 2008  | Kitt Peak            | Spacewatch           |
| 432830 | 2011 HT15              | 24 d'abril de 2011     | Mount Lemmon         | Mt. Lemmon Survey    |
| 432831 | 2011 HH17              | 7 de gener de 2010     | Mount Lemmon         | Mt. Lemmon Survey    |
| 432832 | 2011 HK19              | 10 de març de 2011     | Mount Lemmon         | Mt. Lemmon Survey    |
| 432833 | 2011 HW27              | 8 de gener de 2006     | Mount Lemmon         | Mt. Lemmon Survey    |
| 432834 | 2011 HA31              | 7 d'octubre de 2008    | Mount Lemmon         | Mt. Lemmon Survey    |
| 432835 | 2011 HW33              | 18 de desembre de 2003 | Socorro              | LINEAR               |
| 432836 | 2011 HM34              | 8 de febrer de 2010    | WISE                 | WISE                 |
| 432837 | 2011 HT36              | 22 d'abril de 2007     | Kitt Peak            | Spacewatch           |
| 432838 | 2011 HG37              | 28 de setembre de 2008 | Mount Lemmon         | Mt. Lemmon Survey    |
| 432839 | 2011 HU38              | 20 d'abril de 2007     | Mount Lemmon         | Mt. Lemmon Survey    |
| 432840 | 2011 HA39              | 26 de març de 2006     | Kitt Peak            | Spacewatch           |
| 432841 | 2011 HB39              | 16 de maig de 2007     | Mount Lemmon         | Mt. Lemmon Survey    |
| 432842 | 2011 HO41              | 7 de juny de 2007      | Kitt Peak            | Spacewatch           |
| 432843 | 2011 HB42              | 27 d'abril de 2011     | Kitt Peak            | Spacewatch           |
| 432844 | 2011 HL45              | 16 de juny de 2007     | Kitt Peak            | Spacewatch           |
| 432845 | 2011 HR47              | 17 de desembre de 2009 | Mount Lemmon         | Mt. Lemmon Survey    |
| 432846 | 2011 HJ49              | 25 d'abril de 2007     | Mount Lemmon         | Mt. Lemmon Survey    |
| 432847 | 2011 HQ52              | 23 d'abril de 2011     | Kitt Peak            | Spacewatch           |
| 432848 | 2011 HQ54              | 13 d'octubre de 2007   | Mount Lemmon         | Mt. Lemmon Survey    |
| 432849 | 2011 HL55              | 25 d'abril de 2007     | Kitt Peak            | Spacewatch           |
| 432850 | 2011 HW56              | 23 de novembre de 2009 | Kitt Peak            | Spacewatch           |
| 432851 | 2011 HZ57              | 30 de gener de 2006    | Kitt Peak            | Spacewatch           |
| 432852 | 2011 HG64              | 1 de novembre de 2008  | Mount Lemmon         | Mt. Lemmon Survey    |
| 432853 | 2011 HJ68              | 21 d'octubre de 1995   | Kitt Peak            | Spacewatch           |
| 432854 | 2011 HL73              | 16 de gener de 2004    | Catalina             | CSS                  |
| 432855 | 2011 HJ75              | 28 d'abril de 2011     | Kitt Peak            | Spacewatch           |
| 432856 | 2011 HF76              | 10 de gener de 2006    | Mount Lemmon         | Mt. Lemmon Survey    |
| 432857 | 2011 HH76              | 24 d'abril de 2011     | Kitt Peak            | Spacewatch           |
| 432858 | 2011 HB77              | 25 de febrer de 2006   | Mount Lemmon         | Mt. Lemmon Survey    |
| 432859 | 2011 HP78              | 21 d'octubre de 1995   | Kitt Peak            | Spacewatch           |
| 432860 | 2011 HN80              | 15 de setembre de 2007 | Mount Lemmon         | Mt. Lemmon Survey    |
| 432861 | 2011 HX80              | 28 de gener de 2006    | Kitt Peak            | Spacewatch           |
| 432862 | 2011 HV81              | 4 de novembre de 2004  | Kitt Peak            | Spacewatch           |
| 432863 | 2011 HO87              | 11 de maig de 2007     | Mount Lemmon         | Mt. Lemmon Survey    |
| 432864 | 2011 HD88              | 25 de maig de 2006     | Kitt Peak            | Spacewatch           |
| 432865 | 2011 HX95              | 12 d'octubre de 2009   | Mount Lemmon         | Mt. Lemmon Survey    |
| 432866 | 2011 HS96              | 25 de gener de 2006    | Kitt Peak            | Spacewatch           |
| 432867 | 2011 HB97              | 15 de març de 2007     | Kitt Peak            | Spacewatch           |
| 432868 | 2011 HE102             | 7 de setembre de 2008  | Mount Lemmon         | Mt. Lemmon Survey    |
| 432869 | 2011 JS6               | 2 d'abril de 2011      | Kitt Peak            | Spacewatch           |
| 432870 | 2011 JB14              | 24 d'abril de 2011     | Kitt Peak            | Spacewatch           |
| 432871 | 2011 JA19              | 27 de febrer de 2006   | Catalina             | CSS                  |
| 432872 | 2011 JR20              | 28 de gener de 2006    | Kitt Peak            | Spacewatch           |
| 432873 | 2011 JG22              | 28 d'abril de 2011     | Kitt Peak            | Spacewatch           |
| 432874 | 2011 JG26              | 8 de març de 2010      | WISE                 | WISE                 |
| 432875 | 2011 JT29              | 9 de juny de 2007      | Kitt Peak            | Spacewatch           |
| 432876 | 2011 KR4               | 1 de gener de 2009     | Kitt Peak            | Spacewatch           |
| 432877 | 2011 KL8               | 5 d'abril de 2011      | Mount Lemmon         | Mt. Lemmon Survey    |
| 432878 | 2011 KT9               | 1 de novembre de 2008  | Mount Lemmon         | Mt. Lemmon Survey    |
| 432879 | 2011 KP25              | 4 de setembre de 2008  | Kitt Peak            | Spacewatch           |
| 432880 | 2011 KV25              | 28 d'octubre de 2008   | Kitt Peak            | Spacewatch           |
| 432881 | 2011 KW33              | 5 d'abril de 2011      | Mount Lemmon         | Mt. Lemmon Survey    |
| 432882 | 2011 KP35              | 31 de gener de 2006    | Mount Lemmon         | Mt. Lemmon Survey    |
| 432883 | 2011 LG3               | 7 de novembre de 2007  | Catalina             | CSS                  |
| 432884 | 2011 LR4               | 8 d'agost de 2007      | Socorro              | LINEAR               |
| 432885 | 2011 LA7               | 16 de febrer de 2010   | Mount Lemmon         | Mt. Lemmon Survey    |
| 432886 | 2011 LS8               | 20 de març de 2010     | Kitt Peak            | Spacewatch           |
| 432887 | 2011 LJ11              | 23 de març de 2006     | Catalina             | CSS                  |
| 432888 | 2011 LU11              | 30 de setembre de 2003 | Kitt Peak            | Spacewatch           |
| 432889 | 2011 LR13              | 14 d'abril de 1997     | Kitt Peak            | Spacewatch           |
| 432890 | 2011 LM15              | 4 de gener de 2006     | Kitt Peak            | Spacewatch           |
| 432891 | 2011 MY3               | 4 de febrer de 2006    | Kitt Peak            | Spacewatch           |
| 432892 | 2011 MH4               | 27 de juny de 2011     | Kitt Peak            | Spacewatch           |
| 432893 | 2011 ML10              | 30 de gener de 2011    | Mount Lemmon         | Mt. Lemmon Survey    |
| 432894 | 2011 OW1               | 3 de juliol de 2005    | Mount Lemmon         | Mt. Lemmon Survey    |
| 432895 | 2011 OY2               | 9 de maig de 2006      | Mount Lemmon         | Mt. Lemmon Survey    |
| 432896 | 2011 OH3               | 3 de febrer de 2009    | Mount Lemmon         | Mt. Lemmon Survey    |
| 432897 | 2011 OE5               | 27 de gener de 2006    | Mount Lemmon         | Mt. Lemmon Survey    |
| 432898 | 2011 OJ16              | 1 de febrer de 2006    | Mount Lemmon         | Mt. Lemmon Survey    |
| 432899 | 2011 OV20              | 23 de juliol de 2011   | Siding Spring        | Siding Spring Survey |
| 432900 | 2011 OG34              | 29 de maig de 2010     | WISE                 | WISE                 |

## 432901– 433000
| Nom    | Designació provisional | Data de descobriment   | Lloc de descobriment | Descobridor/s          |
| ------ | ---------------------- | ---------------------- | -------------------- | ---------------------- |
| 432901 | 2011 OX39              | 29 de desembre de 2008 | Kitt Peak            | Spacewatch             |
| 432902 | 2011 OZ40              | 11 de juny de 2011     | Mount Lemmon         | Mt. Lemmon Survey      |
| 432903 | 2011 OC45              | 3 de febrer de 2009    | Kitt Peak            | Spacewatch             |
| 432904 | 2011 PB4               | 30 de maig de 2000     | Kitt Peak            | Spacewatch             |
| 432905 | 2011 PZ14              | 3 d'octubre de 2006    | Mount Lemmon         | Mt. Lemmon Survey      |
| 432906 | 2011 QA3               | 10 d'abril de 2010     | Kitt Peak            | Spacewatch             |
| 432907 | 2011 QH8               | 23 de març de 2006     | Kitt Peak            | Spacewatch             |
| 432908 | 2011 QZ17              | 4 de març de 2005      | Mount Lemmon         | Mt. Lemmon Survey      |
| 432909 | 2011 QL28              | 15 d'abril de 2010     | Kitt Peak            | Spacewatch             |
| 432910 | 2011 QA35              | 30 de desembre de 2007 | Kitt Peak            | Spacewatch             |
| 432911 | 2011 QL42              | 4 d'agost de 2010      | WISE                 | WISE                   |
| 432912 | 2011 QG49              | 19 de gener de 2010    | WISE                 | WISE                   |
| 432913 | 2011 QO61              | 10 d'abril de 2010     | Kitt Peak            | Spacewatch             |
| 432914 | 2011 QP92              | 6 de desembre de 1996  | Kitt Peak            | Spacewatch             |
| 432915 | 2011 QO98              | 30 de setembre de 2000 | Socorro              | LINEAR                 |
| 432916 | 2011 RR7               | 11 de març de 2008     | Kitt Peak            | Spacewatch             |
| 432917 | 2011 RX15              | 22 de desembre de 2008 | Mount Lemmon         | Mt. Lemmon Survey      |
| 432918 | 2011 SG18              | 30 de setembre de 2006 | Mount Lemmon         | Mt. Lemmon Survey      |
| 432919 | 2011 SZ51              | 2 de març de 2010      | WISE                 | WISE                   |
| 432920 | 2011 ST63              | 21 d'agost de 2000     | Anderson Mesa        | LONEOS                 |
| 432921 | 2011 SB110             | 29 d'agost de 2011     | Siding Spring        | Siding Spring Survey   |
| 432922 | 2011 SP112             | 29 d'octubre de 2000   | Kitt Peak            | Spacewatch             |
| 432923 | 2011 SC129             | 2 d'abril de 2009      | Kitt Peak            | Spacewatch             |
| 432924 | 2011 SK191             | 2 d'abril de 2005      | Mount Lemmon         | Mt. Lemmon Survey      |
| 432925 | 2011 SN203             | 29 de març de 2009     | Kitt Peak            | Spacewatch             |
| 432926 | 2011 SP231             | 28 de gener de 2010    | WISE                 | WISE                   |
| 432927 | 2011 SW253             | 17 de novembre de 1995 | Kitt Peak            | Spacewatch             |
| 432928 | 2011 SK266             | 4 de juliol de 2005    | Mount Lemmon         | Mt. Lemmon Survey      |
| 432929 | 2011 SD274             | 5 de juliol de 2005    | Kitt Peak            | Spacewatch             |
| 432930 | 2011 UP10              | 10 de maig de 2004     | Kitt Peak            | Spacewatch             |
| 432931 | 2011 US23              | 9 de maig de 2010      | WISE                 | WISE                   |
| 432932 | 2011 UX62              | 17 de desembre de 2003 | Socorro              | LINEAR                 |
| 432933 | 2011 UK116             | 2 de febrer de 2009    | Mount Lemmon         | Mt. Lemmon Survey      |
| 432934 | 2011 UT228             | 29 de març de 2009     | Kitt Peak            | Spacewatch             |
| 432935 | 2011 UB254             | 24 de setembre de 2000 | Socorro              | LINEAR                 |
| 432936 | 2011 UO320             | 16 de novembre de 2000 | Kitt Peak            | Spacewatch             |
| 432937 | 2011 UQ406             | 9 d'abril de 2003      | Kitt Peak            | Spacewatch             |
| 432938 | 2011 WW153             | 23 de setembre de 2008 | Catalina             | CSS                    |
| 432939 | 2011 XG1               | 13 de març de 2005     | Mount Lemmon         | Mt. Lemmon Survey      |
| 432940 | 2012 AY12              | 30 d'agost de 2005     | Campo Imperatore     | CINEOS                 |
| 432941 | 2012 CB53              | 6 de novembre de 2005  | Catalina             | CSS                    |
| 432942 | 2012 DE16              | 3 de novembre de 2007  | Kitt Peak            | Spacewatch             |
| 432943 | 2012 DG33              | 21 de maig de 2010     | Mount Lemmon         | Mt. Lemmon Survey      |
| 432944 | 2012 DA44              | 15 de març de 2007     | Mount Lemmon         | Mt. Lemmon Survey      |
| 432945 | 2012 EB17              | 20 de novembre de 2006 | Kitt Peak            | Spacewatch             |
| 432946 | 2012 FJ28              | 25 de febrer de 2012   | Kitt Peak            | Spacewatch             |
| 432947 | 2012 GD4               | 16 de setembre de 2003 | Kitt Peak            | Spacewatch             |
| 432948 | 2012 GM10              | 29 d'abril de 2009     | Kitt Peak            | Spacewatch             |
| 432949 | 2012 HH2               | 19 d'abril de 2012     | Charleston           | Vorobjov, T.           |
| 432950 | 2012 HB7               | 20 d'octubre de 2007   | Mount Lemmon         | Mt. Lemmon Survey      |
| 432951 | 2012 HV17              | 2 de desembre de 2010  | Mount Lemmon         | Mt. Lemmon Survey      |
| 432952 | 2012 HZ60              | 26 de setembre de 2006 | Catalina             | CSS                    |
| 432953 | 2012 HN64              | 26 de març de 2008     | Kitt Peak            | Spacewatch             |
| 432954 | 2012 HE73              | 14 de setembre de 2006 | Catalina             | CSS                    |
| 432955 | 2012 HH73              | 20 d'abril de 2012     | Mount Lemmon         | Mt. Lemmon Survey      |
| 432956 | 2012 HA82              | 31 de juliol de 2009   | Kitt Peak            | Spacewatch             |
| 432957 | 2012 JT3               | 19 d'abril de 2012     | Kitt Peak            | Spacewatch             |
| 432958 | 2012 JQ5               | 22 d'octubre de 2006   | Catalina             | CSS                    |
| 432959 | 2012 JQ20              | 2 de març de 2008      | Mount Lemmon         | Mt. Lemmon Survey      |
| 432960 | 2012 JW20              | 28 de març de 2012     | Mount Lemmon         | Mt. Lemmon Survey      |
| 432961 | 2012 JH25              | 19 de novembre de 1992 | Kitt Peak            | Spacewatch             |
| 432962 | 2012 JQ26              | 1 d'octubre de 2009    | Mount Lemmon         | Mt. Lemmon Survey      |
| 432963 | 2012 JO28              | 21 d'octubre de 2006   | Mount Lemmon         | Mt. Lemmon Survey      |
| 432964 | 2012 JK37              | 21 d'abril de 2012     | Mount Lemmon         | Mt. Lemmon Survey      |
| 432965 | 2012 JO50              | 9 d'octubre de 2005    | Kitt Peak            | Spacewatch             |
| 432966 | 2012 JX64              | 4 d'octubre de 1999    | Socorro              | LINEAR                 |
| 432967 | 2012 KQ2               | 15 d'abril de 2012     | Catalina             | CSS                    |
| 432968 | 2012 KU14              | 30 d'abril de 2005     | Kitt Peak            | Spacewatch             |
| 432969 | 2012 KO17              | 20 de maig de 2012     | Mount Lemmon         | Mt. Lemmon Survey      |
| 432970 | 2012 LL3               | 29 de març de 2008     | Mount Lemmon         | Mt. Lemmon Survey      |
| 432971 | 2012 LJ10              | 11 de febrer de 2010   | WISE                 | WISE                   |
| 432972 | 2012 LS10              | 13 de març de 2007     | Mount Lemmon         | Mt. Lemmon Survey      |
| 432973 | 2012 LQ17              | 19 de maig de 2012     | Mount Lemmon         | Mt. Lemmon Survey      |
| 432974 | 2012 LP18              | 29 d'abril de 2008     | Mount Lemmon         | Mt. Lemmon Survey      |
| 432975 | 2012 MJ10              | 9 de novembre de 1996  | Kitt Peak            | Spacewatch             |
| 432976 | 2012 MM15              | 28 de febrer de 2008   | Mount Lemmon         | Mt. Lemmon Survey      |
| 432977 | 2012 OH                | 7 de gener de 2010     | Mount Lemmon         | Mt. Lemmon Survey      |
| 432978 | 2012 OX                | 12 de juny de 2004     | Socorro              | LINEAR                 |
| 432979 | 2012 PT3               | 24 d'octubre de 2008   | Kitt Peak            | Spacewatch             |
| 432980 | 2012 PB4               | 31 d'octubre de 2008   | Kitt Peak            | Spacewatch             |
| 432981 | 2012 PT7               | 25 de maig de 2011     | Mount Lemmon         | Mt. Lemmon Survey      |
| 432982 | 2012 PT11              | 10 d'agost de 2012     | Kitt Peak            | Spacewatch             |
| 432983 | 2012 PL12              | 10 d'agost de 2012     | Kitt Peak            | Spacewatch             |
| 432984 | 2012 PX12              | 16 de juny de 2007     | Kitt Peak            | Spacewatch             |
| 432985 | 2012 PL13              | 29 de setembre de 2008 | Kitt Peak            | Spacewatch             |
| 432986 | 2012 PU13              | 10 d'octubre de 2007   | Kitt Peak            | Spacewatch             |
| 432987 | 2012 PA15              | 21 de desembre de 2005 | Kitt Peak            | Spacewatch             |
| 432988 | 2012 PW16              | 29 de setembre de 2003 | Kitt Peak            | Spacewatch             |
| 432989 | 2012 PH24              | 23 de setembre de 2008 | Catalina             | CSS                    |
| 432990 | 2012 PC29              | 17 de novembre de 2009 | Mount Lemmon         | Mt. Lemmon Survey      |
| 432991 | 2012 PA33              | 13 d'agost de 2007     | XuYi                 | PMO NEO Survey Program |
| 432992 | 2012 PO34              | 30 d'abril de 2004     | Kitt Peak            | Spacewatch             |
| 432993 | 2012 PQ34              | 8 d'octubre de 2007    | Catalina             | CSS                    |
| 432994 | 2012 PJ38              | 25 d'octubre de 2008   | Kitt Peak            | Spacewatch             |
| 432995 | 2012 PN41              | 29 de setembre de 2003 | Kitt Peak            | Spacewatch             |
| 432996 | 2012 QW12              | 13 d'abril de 2011     | Mount Lemmon         | Mt. Lemmon Survey      |
| 432997 | 2012 QR22              | 19 de setembre de 2007 | Kitt Peak            | Spacewatch             |
| 432998 | 2012 QQ23              | 26 de juny de 1995     | Kitt Peak            | Spacewatch             |
| 432999 | 2012 QN24              | 15 de setembre de 2007 | Kitt Peak            | Spacewatch             |
| 433000 | 2012 QA28              | 24 d'agost de 2012     | Kitt Peak            | Spacewatch             |